# Zlatan Ibrahimović
Pour les articles homonymes, voir Ibrahimović.
Zlatan Ibrahimović (prononcé en bosnien : [zlǎtan ibraxǐːmoʋitɕ]), né le 3 octobre 1981 à Malmö en Suède, est un footballeur international suédois ayant évolué au poste d'attaquant.
Il est considéré comme l'un des avants-centres les plus complets au monde et l'un des meilleurs attaquants de sa génération,,. Son physique imposant et sa souplesse, acquise via la pratique des arts martiaux (ceinture noire de taekwondo) lui permettent de marquer des buts exceptionnels.
Zlatan Ibrahimović a la particularité d'avoir remporté le titre de champion dans quatre championnats différents : aux Pays-Bas avec l'Ajax Amsterdam, en Italie avec l'Inter de Milan et le Milan AC, en Espagne avec le FC Barcelone puis en France avec le Paris Saint-Germain. Avant l'affaire des matchs truqués du Calcio et les deux titres retirés à la Juventus de Turin, il avait remporté le championnat dans tous ses clubs depuis 2002, dont huit consécutivement, de 2004 à 2011.
Au niveau européen, il ne remporte  pas la Ligue des champions, bien qu'il participe à plusieurs campagnes européennes avec ses clubs successifs. Il remporte néanmoins la Supercoupe de l'UEFA et la Coupe du monde des clubs de la FIFA avec Barcelone en 2009 ainsi que la Ligue Europa avec Manchester United en 2017.
International de 2001 jusqu'à 2023, Zlatan Ibrahimović est actuellement le meilleur buteur de l'histoire de la sélection suédoise. Il prend sa retraite sportive à 41 ans.
Son charisme et ses provocations médiatiques en font une icône dépassant le cadre du sport, et le personnage arrogant qu'il représente donne lieu à de nombreuses parodies,. Le prénom du joueur fait l'objet d'un néologisme dans la culture populaire incarné par le verbe « zlataner » (zlatanera en suédois).
Personnalité reconnue en Suède, sa biographie, Moi Zlatan, est un succès d'édition (le livre s'est vendu à plus d'un demi-million d'exemplaires),. Il possède aussi un timbre à son effigie depuis 2014. En 2015, il sort une version de l'hymne suédois en slam qui est certifiée disque d'or.

## Biographie

### Origines et jeunesse
Zlatan Ibrahimović naît à Malmö, en Suède, le 3 octobre 1981, d'un père bosniaque de confession musulmane, Šefik Ibrahimović, et d'une mère croate de confession catholique,, Jurka Gravić. Son père, né à Bijeljina en Bosnie-Herzégovine, émigre en Suède en 1977 et sa mère, née dans le village de Prkos près de Škabrnja en Croatie (dans l'actuel comitat de Zadar), émigre également en Suède où ils se rencontrent.
Ibrahimović grandit à Rosengård, une banlieue de Malmö connue pour son importante communauté d'immigrés yougoslaves dont il fait partie à l'époque, avec ses trois sœurs et ses trois frères. Ses parents, qui voient en sa naissance une promesse de bonheur (d'où le choix du prénom Zlatan qui signifie en serbo-croate « doré »), divorcent lorsqu'il est âgé de deux ans. Il est alors élevé par sa mère avec sa sœur Sanela, passionnée d'athlétisme, et une demi-sœur plus âgée qui plonge bientôt dans la drogue. Débordée, Jurka est une femme de ménage aimante mais inapte à l’affection, qui travaille quatorze heures par jour, et éduque ses enfants à coups de gifles et de cuillères en bois sur la tête.

## Carrière en club

### Jeunes années
Il commence le football à l'âge de six ans, dans des équipes locales de jeunes du Malmö BI et du FBK Balkan,. Dans ce dernier club, Ibrahimović, âgé de dix ans, joue avec des coéquipiers qui ont deux ans de plus que lui. C'est à cette époque que les services sociaux retirent la garde de Zlatan à sa mère et qu'il déménage dans l'appartement de son père qui sombre dans l'alcoolisme.
Ibrahimović intègre le centre de formation du Malmö FF en 1996 à l'âge de quinze ans. Incertain sur son avenir, il est sur le point de quitter le monde du football pour travailler sur les docks de Malmö. C'est son entraîneur qui le persuade de continuer de jouer au football. Il achève avec succès ses années d'enseignement secondaire, puis il est admis au lycée de Borgarskolan, mais arrête les cours pour se concentrer sur sa carrière de footballeur. Il fait ses débuts en équipe A lors de la saison d'Allsvenskan 1999. Cette saison-là, son club est relégué en deuxième division en terminant 13e du championnat mais remonte en première la saison suivante.

En 2001, il est remarqué par l'entraîneur d'Arsenal, Arsène Wenger, qui tente, sans succès, de lui faire intégrer le club, tandis que Leo Beenhakker exprime publiquement son intérêt pour le joueur après l'avoir vu à l’œuvre lors d'un match contre la formation norvégienne du Moss FK. Finalement, le 22 mars 2001, les Néerlandais de l'Ajax Amsterdam trouvent un accord avec le club suédois pour le faire venir.

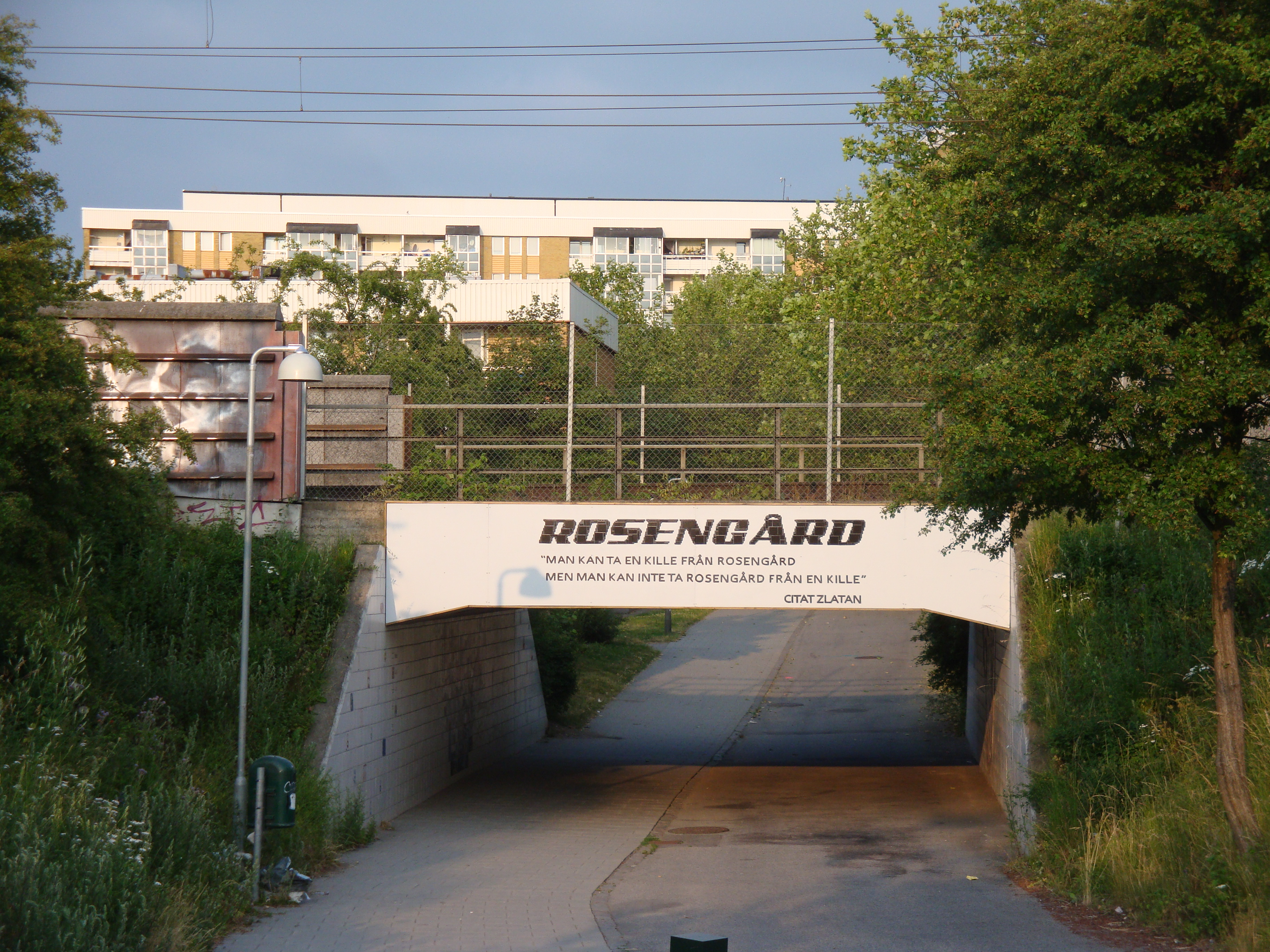
Man kan ta en kille från Rosengård, men man kan inte ta Rosengård från en kille (on peut sortir un enfant de Rosengård, mais on ne peut pas enlever Rosengård de cet enfant) : citation de Zlatan Ibrahimović à propos de son quartier d'origine à Malmö.

### Ajax Amsterdam (2001-2004)
Ibrahimović rejoint l'Ajax Amsterdam officiellement au mois de juillet, pour la somme de 7 800 000 euros. Il vit une intégration délicate dans le championnat néerlandais, ne jouant au départ que quelques matchs sous la direction de Co Adriaanse, et inscrit six buts en 26 matchs lors de sa première saison. Après le limogeage de Co Adriaanse le 29 novembre 2001, le nouvel entraîneur du club Ronald Koeman lui donne sa chance. Zlatan devient titulaire et est désormais un des joueurs-clés de l'attaque de l'Ajax qui remporte le titre de l'Eredivisie 2001-2002.
Il se révèle lors des deux saisons suivantes en inscrivant 26 buts en un peu moins de cinquante matchs. Il inscrit notamment un doublé contre l'Olympique lyonnais pour son premier match de Ligue des champions, une victoire de l'Ajax 2-1.
Le 9 mai 2004, lors d'un match face au NAC Breda, Ibrahimović récupère le ballon aux 25-30 mètres, dribble six joueurs, embarque le gardien et propulse le ballon au fond des filets. Ce but est désigné comme le « plus beau but de l'histoire de l'Ajax ».
Sûr de sa force, il entre en conflit avec son coéquipier Rafael van der Vaart ; voulant montrer qu'il est le meilleur joueur du club, il le blesse lors d'un match international entre la Suède et les Pays-Bas.

### Juventus FC (2004-2006)
Ibrahimović est transféré le 31 août 2004 à la Juventus Turin pour seize millions d'euros.
Ibrahimović se fait remarquer dès son premier match en marquant son premier but, le 12 septembre 2004, à l'occasion de la première journée de la saison 2004-2005 de Serie A face au Brescia Calcio. Entré en jeu, il participe à la victoire de son équipe 3-0. L'attaquant suédois marque de nouveau le 22 septembre suivant, lors de la troisième journée de championnat contre la Sampdoria. Buteur après son entrée en jeu, il voit son équipe l'emporter par trois buts à zéro. Il se fait rapidement une place en tant que titulaire en partie à cause des blessures du meilleur buteur de la Juve, David Trezeguet. Il inscrit seize buts en 35 matchs lors de sa première saison. Vers la fin de la saison, la presse annonce que la Juventus aurait rejeté une offre de soixante-dix millions d'euros venant du Real Madrid, qui s'est plus tard révélé n'être qu'un coup de publicité initiée par l'agent d'Ibrahimović, Mino Raiola, afin d'augmenter sa valeur sur le marché. Le 14 novembre 2005, il est récompensé du Guldbollen, prix du meilleur joueur suédois de l'année.
Lors de la saison 2005-2006, Ibrahimović est positionné plus bas en attaque, joue un rôle de passeur, et ne marque que sept buts en championnat.
À la suite de l'affaire des matches truqués du Calcio et la rétrogradation de la Juve en Serie B, Ibrahimović décide d'engager un bras de fer avec ses dirigeants pour quitter le club. Il arrive à ses fins et rejoint l'Inter Milan en compagnie de son coéquipier Patrick Vieira qui, lui aussi a quitté le club pour la même raison, mettant fin à son parcours bianconero.

### Inter Milan (2006-2009)

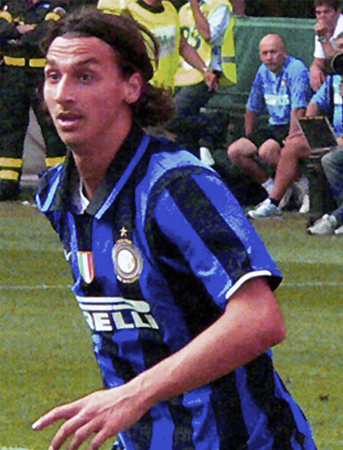
Ibrahimović sous le maillot de l'Inter Milan.

Zlatan Ibrahimović signe un contrat de quatre ans avec l'Inter pour un salaire annuel proche de 4 500 000 € qui montera par la suite à 10 000 000 €, et une indemnité de transfert de 25 000 000 €. Ce bras de fer pour quitter la Vieille Dame lui vaudra de nombreuses représailles de la part des supporters de la Juventus qui, lors de sa saison en Serie B, lui dédient une chanson Ora tutta quanta la curva, cantera per te, Zlatan sei un zingaro… (« Tout le virage chante pour toi, Zlatan tu es un tzigane… »).
Lors de la saison 2006-2007 avec l'Inter Milan, il marque quinze buts en vingt-sept matchs et offre une multitude de passes décisives à ses coéquipiers. Très bien intégré dans l'effectif, il va même jusqu'à voler la vedette à Adriano qui était jusque-là le « chouchou » de San Siro. Il manque toutefois la fin de la saison à cause d'une blessure à la paroi abdominale. L'Inter Milan remporte le Scudetto, le 28 mai 2007.
Lors de la saison 2007-2008, il marque dix-sept buts, ce qui permet à l'Inter de se placer très largement en tête du classement. En Ligue des champions, il marque cinq buts en sept matchs. En fin de saison, alors qu'il revenait d'une blessure de six semaines, il marque deux buts et offre un nouveau Scudetto au club milanais.
Au cours de la saison 2008-2009, il remporte avec l'Inter Milan un troisième sacre consécutif, en inscrivant un total record pour lui de vingt-cinq buts en trente-cinq match de Série A, ce qui lui permet d'être convoité par les plus grands clubs européens. À cette époque, il est également le joueur le mieux payé au monde avec un salaire annuel de 12 millions d'euros. Le 18 avril 2009, alors que son coéquipier Mario Balotelli (dix-huit ans et huit mois) est victime de cris racistes de la part des tifosi de la Juventus de Turin et lui confie son envie de pleurer, il lui répond de façon sèche mais encourageante : « Laisse tomber, joue, tu vas marquer ». Plus tard, Mario Balotelli dira que c'était la bonne réponse, puisqu'il marqua ce jour-là (Zlatan étant l'avant-dernier passeur).

### FC Barcelone (2009-2010)

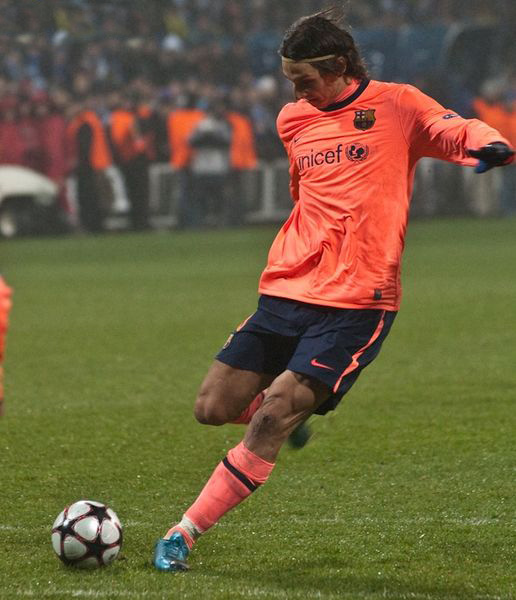
Ibrahimović au FC Barcelone.

Le 27 juillet 2009, Zlatan Ibrahimović signe un contrat de quatre ans avec le champion d'Europe en titre, le FC Barcelone. Pour faire porter le maillot blaugrana au footballeur scandinave, les dirigeants barcelonais cèdent 50 000 000 € ainsi que l'attaquant camerounais Samuel Eto'o à l'Inter Milan, soit un total estimé à 66 000 000 €. Le contrat du géant bosno-suédois comprend une clause libératoire de 250 000 000 € et un salaire net annuel de 9 000 000 €. Il s'agit du transfert le plus élevé de l'histoire du Barça et plus de 60 000 personnes assistent à sa présentation au Camp Nou.
Le 23 août 2009, il remporte son premier trophée avec le FC Barcelone : la Supercoupe d'Espagne face à l'Athletic Bilbao puis ajoute, quelques jours plus tard la Supercoupe d'Europe à son palmarès. Le 31 août 2009, Ibrahimović inscrit son premier but sous les couleurs du Barça lors de la première journée de championnat et enchaîne une série de cinq buts en autant de matchs de championnat, démonstration que même des légendes du club telles que Ladislao Kubala ou Cayetano Ré n'avaient pas réussi. Aucune nouvelle recrue du Barça n'avait été aussi prolifique en début de championnat par le passé. Le 29 novembre 2009, Ibrahimović remporte son premier Clasico en marquant le but de la victoire à la 56e minute. Il remporte le 19 décembre 2009 la Coupe du monde des clubs à Abou Dabi.
En Ligue des champions, son doublé face à Arsenal en quarts de finale constituera ses premiers buts en Ligue des champions face à une équipe anglaise. Cependant, coup du sort pour « Ibra », alors qu'il avait quitté l'Inter Milan pour le FC Barcelone dans l'objectif d'accroître ses chances d'obtenir le Graal européen, ce sont justement les nerazzurri qui se chargent d'éliminer Messi et consorts en demi-finale.
Malgré un début de saison en boulet de canon, avec notamment un but victorieux lors du Clásico, Ibrahimović aura été de moins en moins important et décisif par la suite dans l'effectif. Bien qu'il fasse des efforts (il se coupe les cheveux et se rend à l'entraînement dans une Audi, le sponsor du club, et non dans sa Ferrari), son style de jeu et sa mentalité ne correspondent pas à la philosophie du club barcelonais. De plus, il ne comprend pas l'attitude de ses partenaires, pourtant de grands joueurs, qui selon lui se comportent dans le vestiaire comme de sages et modestes écoliers. De plus, il est désormais poussé sur le banc par Bojan et Pedro, jeunes espoirs dont les fulgurantes montées en puissance convaincront Pep Guardiola de leur accorder une place en équipe première. L'unique année de Zlatan passée en Catalogne aura été moyenne, ponctuée par quelques blessures.
Zlatan Ibrahimović finit champion d'Espagne avec le Barça, en ayant marqué seize buts en championnat. Il quitte malgré tout le FC Barcelone à cause de différends avec son entraîneur Pep Guardiola.

### AC Milan (2010-2012)

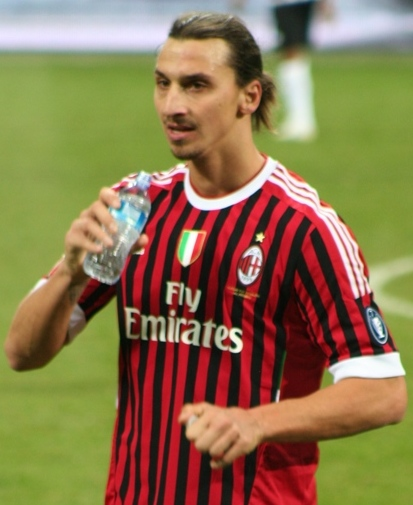
Zlatan Ibrahimović avec l'AC Milan en 2011.

#### Saison 2010-2011
Zlatan est transféré le 28 août 2010 à l'AC Milan qui profite à cette occasion de sa situation litigieuse avec le FC Barcelone, le club espagnol réalisant la pire opération financière de son histoire car le montant de transfert n'est que de vingt-quatre millions d'euros alors que le FC Barcelone l'avait acheté 71 millions. Il s'engage pour les quatre saisons suivantes moyennant un salaire de 9 000 000 € par saison. Adriano Galliani réussit à convaincre le club catalan en proposant un prêt d'un an avec une obligation d'achat de l'ordre de 24 000 000 €, payable en trois versements de 8 000 000 €. Il rejoint ainsi le grand rival de l'Inter Milan, club où il a passé trois saisons de 2006 à 2009.
Fidèle à ses provocations, Ibrahimović confie aux journalistes italiens dès son arrivée à Milan : « Je ne saluerai pas Guardiola. Ils m’ont redonné le sourire. Je suis très heureux de rejoindre L'AC Milan, je suis impatient que l’on soit demain. Je veux gagner la Ligue des champions. L'AC Milan est un des clubs les plus forts au monde, encore plus prestigieux que le FC Barcelone. Avec Pato, Ronaldinho et Robinho, nous avons une attaque fantastique, à présent ça dépend de nous : je pense que les supporters de l'AC Milan prendront plaisir au stade avec nous quatre. Les supporters de l'Inter ? Je ne crois pas qu’ils pensent à moi étant donné qu’ils ont tout gagné. La situation qui est née à Barcelone m’a donné beaucoup d’adrénaline et maintenant mon rêve est de tout gagner avec le Milan ».
Il marque ses deux premiers buts sous le maillot de l'AC Milan lors de la première journée de la Ligue des champions contre l'AJ Auxerre (2-0). Le Bosno-Suédois se révélera ensuite de plus en plus précieux dans l'effectif lombard. Tantôt buteur, tantôt passeur, il est un élément incontournable à la pointe de l'attaque dans le schéma établi par Massimiliano Allegri, souvent aux dépens du jeune et talentueux Alexandre Pato. Ibrahimović est l'un des principaux artisans du 18e sacre de l'AC Milan en Série A lors de cette saison 2010-2011, terminant l'exercice avec quatorze buts (vingt-deux toutes compétitions confondues) mais aussi quatorze passes décisives.

#### Saison 2011-2012
Il gagne à l’intersaison la Supercoppa contre le rival Interiste à Pékin, match pendant lequel il est décisif. Sa seconde saison avec le club lombard est la plus aboutie de sa carrière en termes de buts, avec trente-trois réalisations au compteur dont vingt-huit réalisations en championnat. Malgré tous ces buts, il n'est pas sacré champion lors d'une saison qui a connu son lot de suspense.

### Paris Saint-Germain (2012-2016)

#### Saison 2012-2013

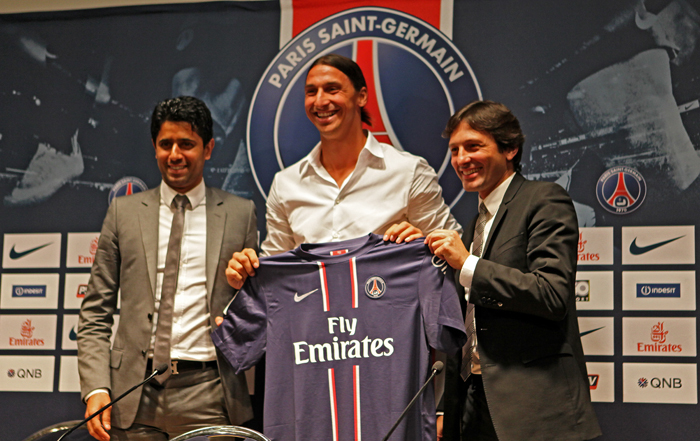
Zlatan Ibrahimović aux côtés de Nasser Al-Khelaïfi, président parisien, et de Leonardo, directeur sportif, lors de sa présentation le mercredi 18 juillet 2012.

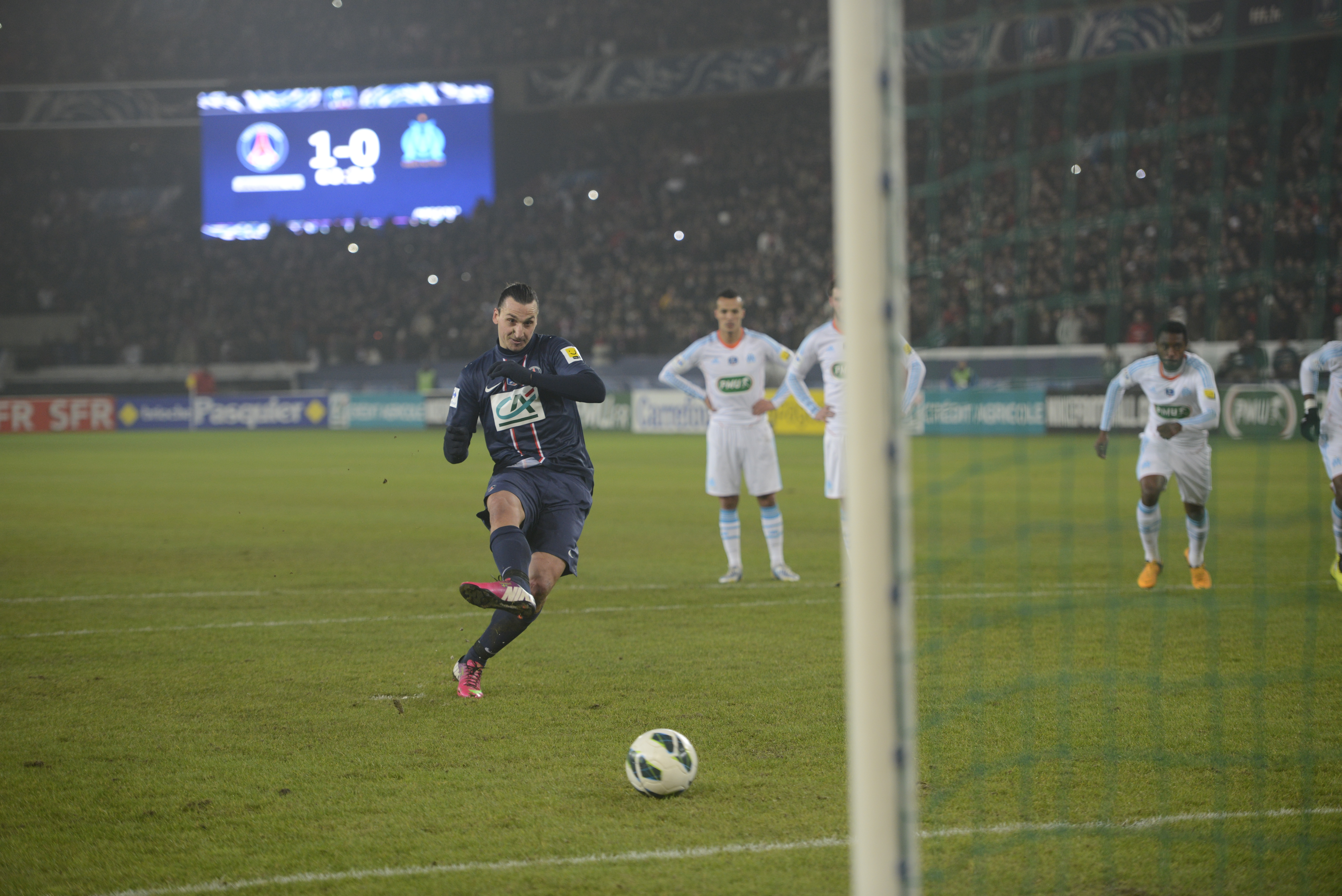
Zlatan Ibrahimovic marque le penalty du 2-0 lors du classique français, PSG - OM, le 27 février 2013 au Parc des Princes en 8e de finale de la Coupe de France.

Le 18 juillet 2012, Zlatan est transféré au Paris Saint-Germain pour un montant de 20 millions d'euros et une durée de trois ans. Il touche alors un salaire de 9 millions d'euros par an (soit le plus élevé en Ligue 1, et le même montant qu'à l'AC Milan),, et hérite du numéro 18. Dans son livre paru en 2018, il raconte avoir cherché à faire échouer son transfert, avalisé par la direction de l'AC Milan, en posant des conditions qui, pensait-il, ne pourraient pas être acceptées. Star du football européen, il symbolise la nouvelle ambition du club depuis son rachat par Qatar Sports Investments, sur le plan sportif aussi bien que médiatique,.
Pour son premier match avec Paris, le buteur suédois inscrit un doublé face au FC Lorient et permet à son équipe menée 2-0 d'accrocher le match nul. Il marque un autre doublé face au LOSC lors de la 4e journée permettant au PSG d'obtenir sa première victoire de la saison. En marquant un penalty face au Dynamo Kiev dans le cadre de la Ligue des champions 2012-2013, il devient le premier joueur à marquer pour 6 clubs différents dans cette compétition. Le 8 octobre 2012, il devient le quatrième joueur à disputer les trois grands matchs phares que sont le Derby de la Madonnina, El Clásico, et PSG-OM après Laurent Blanc, Ronaldinho et Thiago Motta. Il marque alors un doublé, un but sur une reprise du talon, l'autre sur un coup franc de 25 mètres, mais le match finit sur le score de deux partout. Lors du match retour contre le Dinamo Zagreb, les hommes de Carlo Ancelotti remportent le match 4-0  grâce à quatre passes décisives d'Ibra. Lors de la 17e journée de Ligue 1, face au Valenciennes FC, il marque un triplé.
Après le départ de Nenê lors de la trêve hivernale, Zlatan reprend son numéro, le 10. Lors du quart de finale de Ligue des champions, Paris est éliminé par le FC Barcelone après deux matchs nuls. Le Paris SG termine champion de France et Zlatan Ibrahimović meilleur buteur de Ligue 1 avec 30 réalisations en 34 matchs et meilleur passeur de la Ligue des champions avec 7 passes décisives. L'UNFP lui décerne le trophée du meilleur joueur de Ligue 1.

#### Saison 2013-2014

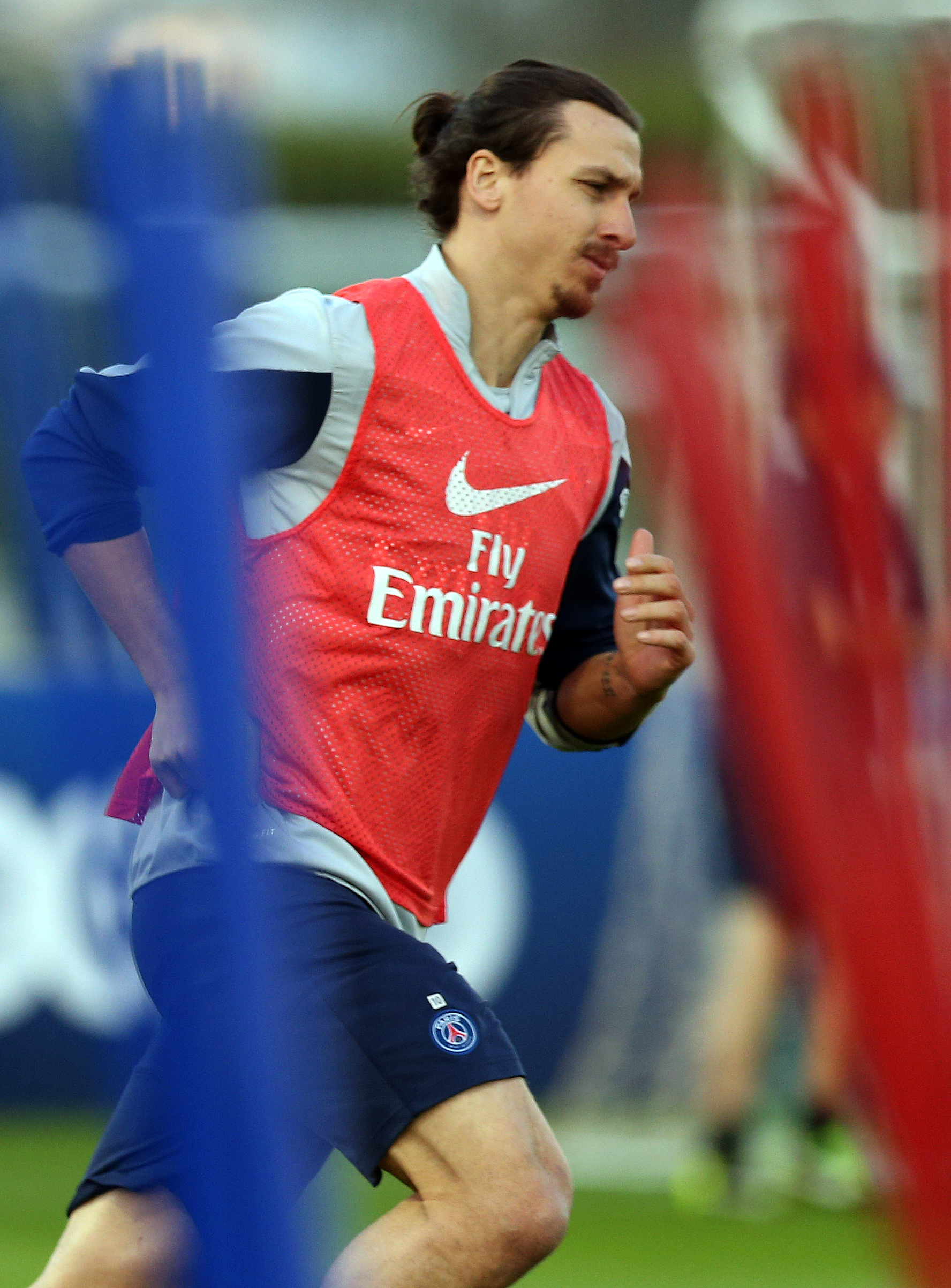
L'attaquant suédois s'entraînant lors d'un stage du PSG à Doha, en décembre 2013.

En septembre 2013, Ibrahimović prolonge son contrat jusqu'en 2016. Le mois suivant, en phase de groupe de Ligue des champions face à Anderlecht, Ibrahimović inscrit le premier quadruplé de sa carrière en club, dont une reprise en demi-volée à 28 mètres de la cage de Thomas Kaminski chronométrée à 100 km/h, contribuant ainsi largement à la victoire 0-5 de son équipe. Il devient le dixième joueur de l'histoire à inscrire quatre buts lors d'un match de Ligue des champions.
Le 8 novembre 2013, il réussit un triplé contre l'OGC Nice (3-1).
Le 16 mars 2014, il devient le meilleur buteur de l'histoire du club sur une saison toutes compétitions confondues avec 40 buts marqués au total, battant le précédent record détenu par Carlos Bianchi de 39 buts lors de la saison 1977-1978.
En avril 2014, il se blesse lors du quart de finale aller face à Chelsea remporté par son club qui le met à l'écart des terrains pendant un mois et l'empêche de participer au quart de finale retour à Stamford Bridge où le PSG se fait éliminer. Lors de la remise des Trophées UNFP 2014, il est élu meilleur joueur du Championnat de France 2013-14 pour la deuxième fois consécutive. Par ailleurs, il finit meilleur buteur du championnat avec 26 buts et deuxième meilleur buteur de la Ligue des champions 2013-2014 avec 10 buts derrière le Portugais Cristiano Ronaldo.

#### Saison 2014-2015

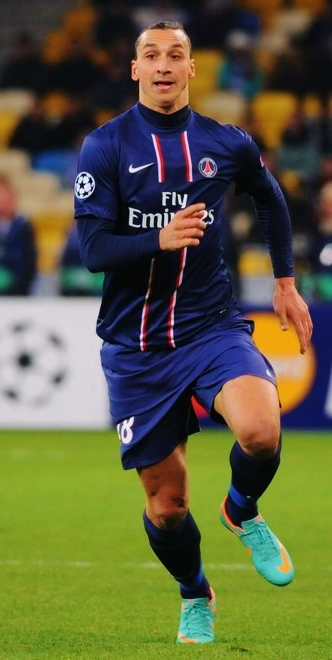
Zlatan Ibrahimović sous le maillot du PSG en 2015.

Victime d'une « talalgie » après quelques journées, il est absent des terrains durant presque deux mois. Finalement il effectue son retour le 9 novembre lors du Clasico contre l'OM (2-0) pour son centième match avec le PSG. Dans une équipe en difficulté dans le jeu, l'attaquant parisien peine à retrouver son meilleur niveau. Malgré son but au Camp Nou, Ibrahimović et les siens s'inclinent 3-1 face au FC Barcelone leur laissant la première place du groupe en Ligue des champions. En huitièmes de finale retour de la Ligue des champions face au Chelsea de José Mourinho, Zlatan reçoit un carton rouge pour un tacle sur Oscar. C'est le quatrième carton rouge reçu par Zlatan Ibrahimović en Ligue des champions de toute sa carrière, ce qui est en soi un record.
Le 15 mars 2015, après un match perdu face aux Girondins de Bordeaux (3-2), Zlatan Ibrahimović s'indigne des erreurs d'arbitrage en qualifiant notamment la France de « pays de merde ». Ces propos créent de suite la polémique entraînant des excuses du joueur quelques heures après les faits. Cependant, cet épisode aura des conséquences : il se voit sanctionner de quatre matchs de suspension en fin de championnat et sa popularité se dégrade au yeux du grand public. Lors de la demi-finale de Coupe de France contre l'AS Saint-Étienne (4-1), le 8 avril, Zlatan Ibrahimović inscrit un triplé dépassant ainsi la barre des 100 buts sous le maillot du Paris-Saint-Germain comme Dominique Rocheteau. Trois jours plus tard, en finale de la Coupe de la Ligue face au SC Bastia, le Suédois inscrit deux nouveaux buts et donne une passe décisive à Edinson Cavani pour conserver le trophée (4-0). Il est élu homme du match. En Ligue des champions, suspendu lors du quart-de-finale aller contre le Barça, Zlatan et les Parisiens sont éliminés après deux défaites. Concentrés dorénavant sur le championnat, le PSG enchaîne neuf victoires consécutives pour être sacré à nouveau champion de France devant l’Olympique lyonnais.
Le 30 mai 2015, Ibrahimović remporte la Coupe de France face à l'AJ Auxerre (1-0). Le club réalise ainsi un quadruplé historique en France. Sur le plan individuel, Zlatan ressort d'une saison plutôt mitigée marquée par des blessures, méformes et polémiques.

#### Saison 2015-2016

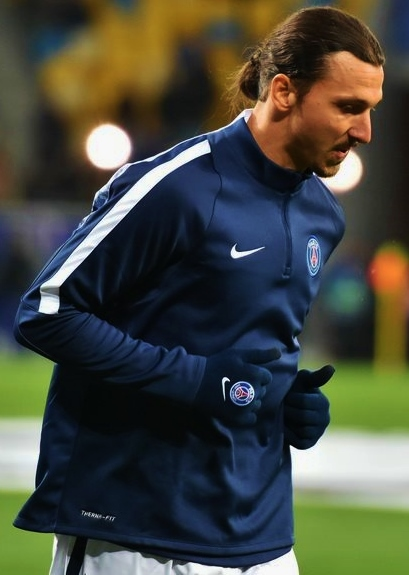
Zlatan Ibrahimović, à l'échauffement avant un match de Ligue des champions face au Chakhtar Donetsk.

Pour sa dernière année de contrat au PSG, Zlatan remporte tout d'abord le Trophée des Champions contre l'Olympique lyonnais puis manque les trois premières journées de championnat. Pour son retour, il adresse une passe décisive à Cavani contre l'AS Monaco. Le 4 octobre 2015, au lendemain de ses 34 ans, à l'occasion du « Classique » PSG-OM, Ibrahimović inscrit un doublé sur penalty et devient le meilleur buteur de l'histoire du club devant Pauleta. Malgré une défaite contre le Real Madrid (1-0) en Ligue des champions qui le classe deuxième du groupe, le PSG continue de survoler le championnat en étant invaincu. Dans le même temps, Ibrahimović fait cesser les critiques du début de saison en affichant des statistiques impressionnantes. Décisif en huitième-de-finale contre Chelsea (2 buts, 1 passe décisive), il qualifie le PSG pour le tour suivant. Reconnaissant lui-même faire la « meilleure saison de [s]a carrière », Zlatan effectue une nouvelle sortie médiatique en affirmant que « le club est né le jour où les Qataris sont arrivés » déclenchant de nombreuses réactions.
Le 13 mars, le Paris SG humilie Troyes la lanterne rouge, 0-9, où Ibrahimović s'offre un quadruplé pour sceller le 6e titre de Champion de France du club, son 4e d'affilée. Zlatan dépasse la barre des 100 buts en Ligue 1. En Ligue des champions, le PSG est éliminé par Manchester City en quart-de-finale après un match nul où Zlatan manque un penalty puis une défaite. Décevant comme l'ensemble de ses coéquipiers, c'est un 4e échec consécutif en quart-de finale pour Zlatan Ibrahimović. Les observateurs soulèvent une nouvelle fois l'absence du Suédois lors des grands rendez-vous européens. Après cet échec, le PSG se concentre sur la scène nationale et remporte la Coupe de la Ligue contre le Lille OSC puis achève le championnat avec 96 points, dont 31 points d'avance sur son dauphin au classement. Zlatan Ibrahimović termine meilleur buteur (38 buts) et est élu pour la 3e fois meilleur joueur de Ligue 1 par l'UNFP. La veille de son dernier match au Parc des Princes contre le FC Nantes, il annonce sur les réseaux sociaux son départ du PSG à la fin de la saison et de son contrat. Lors de cette rencontre, il bat le record de Carlos Bianchi (37 buts en D1 en 1977-78) puis prononce un discours d’adieu, en français, au public parisien. Le 21 mai 2016, Zlatan Ibrahimović joue son dernier match avec le PSG lors de la finale de Coupe de France face à l'Olympique de Marseille (victoire 4-2). Auteur d'un doublé et d'une passe décisive, Ibrahimović remporte son 12e trophée avec le PSG. Il met fin à la saison la plus aboutie de sa carrière au niveau individuel (50 buts en 51 matchs) et réalise un second quadruplé d'affilée.
Il est récipiendaire de la médaille de la Ville de Paris en 2016.

### Manchester United (2016-2018)

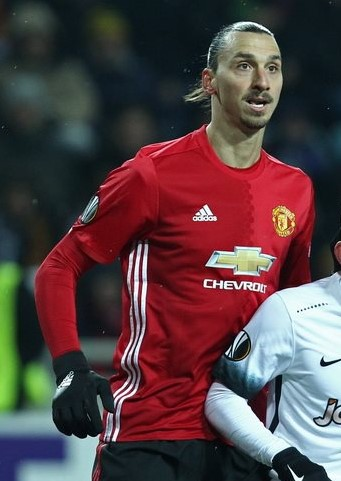
Avec Manchester United, Zlatan Ibrahimović remporte trois trophées dont la Ligue Europa en 2017.

Le 30 juin 2016, il annonce sur les réseaux sociaux avoir officiellement choisi de rejoindre Manchester United. Héritant du n°9 de l'équipe, jusque-là accordé à Anthony Martial, il inscrit son premier but en match officiel le 7 août 2016 lors du Community Shield (remporté 2-1),. Une semaine plus tard, dès la première journée de championnat, il marque son premier but en Premier League contre Bournemouth (3-1) puis enchaîne par un doublé face à Southampton. Malgré les résultats irréguliers de son club en championnat, le Suédois brille également en Ligue Europa. En février, il est notamment  auteur d'un triplé lors de la victoire des Red Devils contre Saint-Étienne (3-0), permettant au club d'avancer jusqu'en huitième de finale. Dix jours plus tard, il offre la victoire finale en League Cup en inscrivant un doublé contre Southampton (3-2).
Toutefois, le 21 avril, lors du quart de finale retour de la Ligue Europa contre Anderlecht à Old Trafford, il est victime d'une rupture des ligaments croisés. La durée de sa blessure est estimée à huit ou neuf mois ce qui met fin à sa saison. Il termine donc sur un bilan de 28 buts et 10 passes décisives en 46 matches, toutes compétitions confondues. Sans avoir joué, il est tout de même vainqueur de la Ligue Europa remporté par son club le 24 mai contre son ancien club de l'Ajax Amsterdam (2-0).
Après une longue rééducation, Zlatan Ibrahimović fait son retour le 18 novembre pour la réception de Newcastle et entre en fin de match. Quatre jours plus tard, il devient le premier joueur à avoir disputé des matchs de Ligue des champions avec sept clubs différents à la suite de son entrée en jeu face au FC Bâle. Après quelques apparitions supplémentaires et un dernier but inscrit sur coup-franc face à Bristol City, le joueur est à nouveau éloigné du terrain à cause de problèmes physiques.
Le 22 mars 2018, les Red Devils et lui décident d'un commun accord de rompre le contrat qui les liait.

### Galaxy de Los Angeles (2018-2019)

Ibrahimović sous le maillot du Galaxy de Los Angeles.

Le 23 mars 2018 Zlatan Ibrahimović, désormais libre de tout contrat, quitte l'Europe et signe au Galaxy de Los Angeles. Quelques jours plus tard, pour son premier match et pour le premier derby face aux rivaux du Los Angeles FC, il entre en jeu alors que son équipe est menée 1-3 et inverse le cours du match en marquant le but égalisateur d'un lob de trente-six mètres (qui sera désigné plus belle réalisation de la saison) puis de la tête, le but de la victoire.
Seule véritable star au sein d'un jeune effectif, Zlatan Ibrahimović brille sur le terrain et multiplie les gestes spectaculaires. Son maillot est d'ailleurs le plus vendu de tous les joueurs de MLS.En septembre, il devient le troisième joueur professionnel en activité à atteindre le seuil des 500 buts après Cristiano Ronaldo et Lionel Messi. À l'issue de sa première saison, il inscrit 22 réalisations en 27 matchs mais son équipe (classée 7e en phase régulière) ne se qualifie pas pour les play-offs. Zlatan Ibrahimović est toutefois élu meilleur nouveau venu de l'année en 2018, devançant Wayne Rooney.
En 2019, la franchise californienne est plus performante (5e de la phase régulière) et se qualifie pour les séries éliminatoires. Vainqueur au premier tour, le Galaxy s'incline en demi-finale de conférence face au Los Angeles FC de Carlos Vela (que Zlatan Ibrahimović avait taclé dans les médias quelques mois plus tôt) dans un derby riche en buts (défaite 3-2) dont un du Suédois. Éliminé, Zlatan quitte le terrain en faisant un geste obscène à un spectateur provocateur. Cette rencontre est sa dernière en MLS puisqu'il annonce officiellement son départ le 13 novembre suivant. Au total, l'attaquant aura marqué 58 buts en 53 matchs lors de son passage aux États-Unis.

### AC Milan (2020-2023)
Le 27 décembre 2019, le club italien de l'AC Milan officialise le retour de Zlatan Ibrahimović, sept ans et demi après son premier passage. Son contrat prend effet à partir du 1er janvier 2020. Cinq jours plus tard, il réapparaît à San Siro en entrant en jeu lors d'une rencontre de championnat face à la Sampdoria de Gênes (0-0). Lors de la journée suivante, il ouvre son compteur de but à Cagliari (victoire 0-2) puis devient, le 9 février, le joueur le plus âgé à marquer lors d'un derby de la Madonnina (perdu 4-2 face à l'Inter Milan) où il y délivre également une passe décisive. Après un début de saison compliqué, les Milanais obtiennent une qualification européenne grâce à une sixième place en championnat et onze buts de l'attaquant Suédois. La saison suivante confirme le renouveau du club Lombard qui achève l'exercice par une deuxième place derrière l'Inter Milan avec Zlatan Ibrahimović comme meilleur buteur de l'équipe (17 buts en 27 matchs) alors qu'il est le joueur le plus âgé de l'effectif.
Malgré l'arrivée d'Olivier Giroud en provenance de Chelsea qui intensifie la concurrence en attaque, le Suédois reste titulaire lors de la première partie de saison 2021-2022 et retrouve notamment la Ligue des Champions. Il est davantage blessé après la trêve hivernale mais inscrit tout de même huit buts cruciaux dans la course au titre en championnat. Le 23 mai 2022, Zlatan Ibrahimović et l'AC Milan sont sacrés champions d'Italie, une première depuis 2011 pour le club. Sa célébration avec un cigare et une bouteille de champagne fait le tour du monde.
Quelques jours plus tard, Zlatan Ibrahimović est opéré du genou gauche qui le tient écarté des terrains jusqu'en février 2023. Le 18 mars, âgé de 41 ans et 161 jours, il marque le seul but de son équipe lors de sa défaite contre Udinese (3-1) et devient ainsi le buteur le plus âgé de l'histoire de la Serie A. De nouveau blessé, il manque la fin de saison où il n'aura disputé que quatre rencontres. Le club annonce son départ le 3 juin et lui rend hommage le lendemain au stade San Siro. En larmes, le Suédois fait ses adieux au public milanais et annonce quelques heures plus tard sa retraite sportive après 23 ans de carrière.

## Carrière internationale

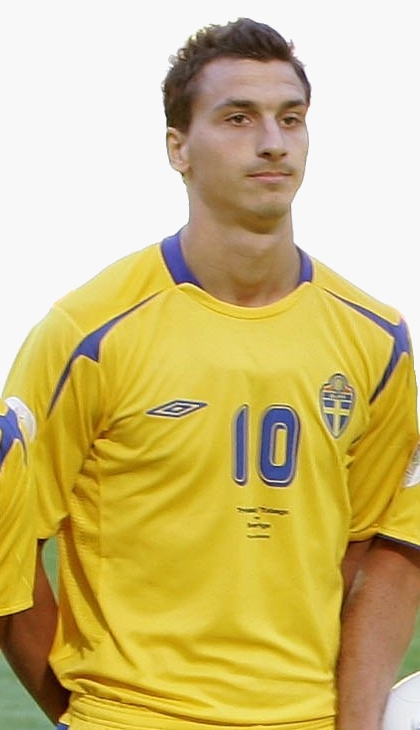
Zlatan Ibrahimović dispute le Mondial 2006 en Allemagne sans marquer de but.

### Débuts puis titulaire en attaque (2001-2010)
D'origine yougoslave par ses parents, Zlatan Ibrahimović voulait d'abord jouer pour la Bosnie-Herzégovine, mais l'équipe nationale lui ferme ses portes. Il choisit alors finalement l’équipe nationale suédoise et se fait vite remarquer dans le championnat local.
L'attaquant de Malmö honore sa première sélection avec l'équipe de Suède, le 31 janvier 2001, comme titulaire lors d'un match amical face aux Îles Féroé (0-0). Sélectionné pour la Coupe du monde 2002, il est remplaçant lors des deux premiers matchs face à l’Angleterre (1-1) et le Nigeria (victoire 2-1) avant de faire une brève apparition contre l'Argentine (1-1). En huitième de finale, il entre en seconde période mais ne peut empêcher l'élimination face au Sénégal (défaite 2-1).
Devenu titulaire et associé en attaque à Henrik Larsson, Zlatan Ibrahimović inscrit un but sur pénalty et signe une passe décisive face à la Bulgarie pour le premier match de la Suède lors de l’Euro 2004 (victoire 5-0). Quelques jours plus tard, face à l’Italie pour le deuxième match de poule, il inscrit le but égalisateur à la 85e minute d'une aile de pigeon qui se loge dans la lucarne de Gianluigi Buffon à la suite d'un corner tiré par Kim Källström (1-1). Qualifiés pour le tour suivant, les Suédois s’inclinent ensuite aux tirs au but en quart de finale face aux Pays-Bas où Ibrahimović manque le sien.
Repartie en campagne pour les éliminatoires de la Coupe du monde 2006, la Suède se qualifie pour le tournoi organisé en Allemagne grâce notamment à Zlatan Ibrahimović, auteur de huit réalisations (dont un quadruplé contre Malte). Malgré cette bonne forme, l'attaquant ne marque aucun but lors de la phase finale de la compétition, notamment gêné par une blessure. Sa sélection est à nouveau sortie en huitième-de-finale cette fois-ci par l’Allemagne (défaite 2-0).

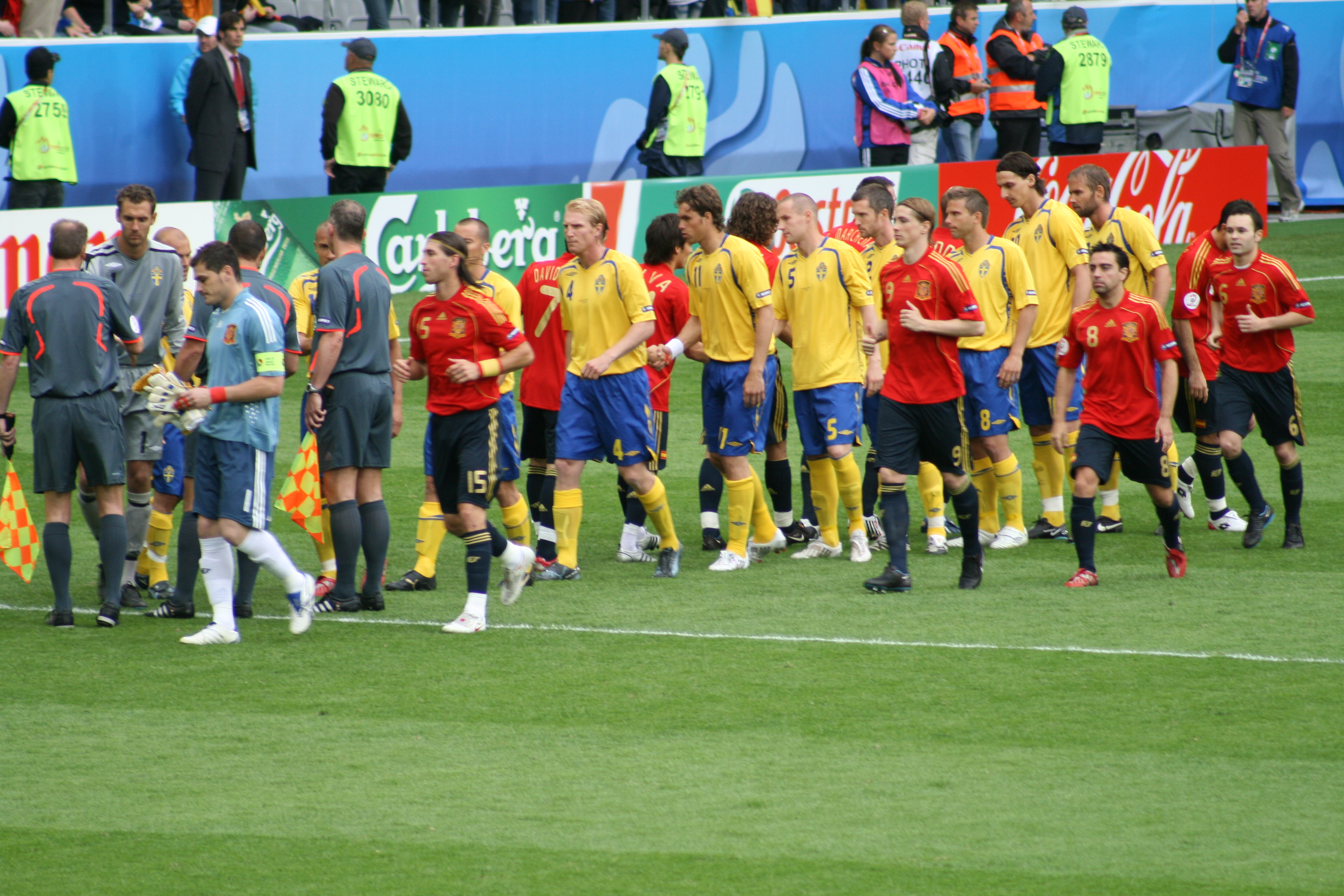
Malgré deux buts à l'Euro 2008, Zlatan Ibrahimović ne peut empêcher l'élimination de la Suède au premier tour.

Quelques mois plus tard, Ibrahimović sort en boîte de nuit à deux jours d’un match qualificatif pour l'Euro 2008 et est expulsé de l’équipe par le sélectionneur Lars Lagerbäck pour une rencontre. Ibrahimović annonce alors la fin de sa carrière internationale et rate quatre matchs (trois matchs de qualification pour l'Euro 2008 et un match amical contre les Îles Féroé) avant de revenir sur sa décision pour participer à l’Euro 2008. Lors de ce tournoi, la Suède remporte son premier match contre la Grèce  (2-1) puis est défaite par l'Espagne (2-1) et la Russie (0-2). Au cours de cette élimination au premier tour, Ibrahimović s’offre deux réalisations (face à la Grèce puis l'Espagne) sur les trois marqués par son équipe.
Le 8 septembre 2009, Zlatan Ibrahimović surprend toute la Suède quand il annonce que la Coupe du monde 2010 pourrait être sa dernière compétition avec la sélection suédoise. Devancés par le Danemark et le Portugal dans leur groupe, les Scandinaves échouent à se qualifier pour le Mondial en Afrique du Sud. Le 12 novembre 2009, il fait état de sa déception de ne pas être qualifié pour la Coupe du monde 2010 et parle de nouveau de mettre un terme à sa carrière en équipe nationale.

### Capitaine incontesté puis premier retrait (2010-2016)
En juillet 2010, Zlatan Ibrahimović annonce finalement qu'il va continuer à jouer avec la Suède à la suite d'une conversation avec le nouveau sélectionneur Erik Hamrén qui l'a convaincu de revenir sur sa décision. Ce dernier décide de le nommer capitaine succédant à 
Anders Svensson. De plus, les retraites internationales des stars Henrik Larsson et Fredrik Ljungberg permettent enfin à Ibrahimović d'assumer à lui seul l'animation offensive.

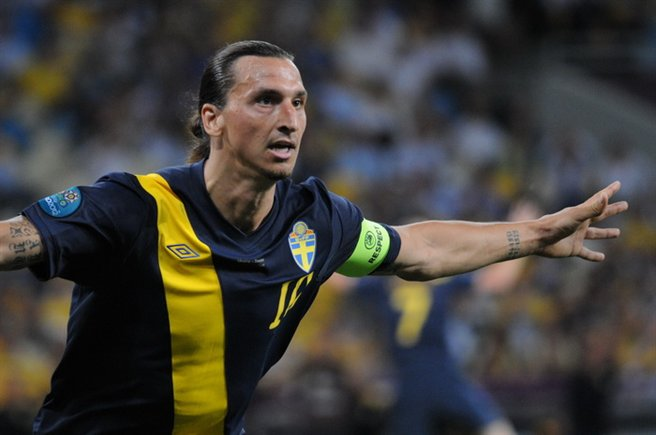
Zlatan Ibrahimović ouvre le score avec la Suède contre l'Ukraine au cours de l'Euro 2012.

Principal artisan de la qualification de son pays pour l'Euro 2012 avec 5 buts, Ibrahimović et la Suède sont toutefois placés dans un groupe très difficile composé de l'Angleterre, la France et l'Ukraine. Les Scandinaves subissent ainsi la loi du pays hôte en ouverture (défaite 2-1), malgré un but d'Ibrahimović, puis des Three Lions (défaite 3-2). Lors du dernier match sans enjeu, la Suède s'impose 2-0 contre l'équipe de France grâce notamment à une magnifique reprise de volée de son capitaine. Une victoire qui n'empêche pas cependant l'élimination au premier tour.
En octobre 2012, Zlatan Ibrahimović inscrit le premier but suédois contre l'Allemagne lors d'un match où les Scandinaves étant revenus à 4-4 après avoir été menés 4-0 en match qualificatif pour le Mondial 2014 à Berlin. C'est la première fois dans l'histoire que l'Allemagne ne gagne pas un match après avoir mené par 4 buts d'écart. Un mois plus tard, 14 novembre 2012, lors d'une confrontation entre la Suède et l'Angleterre en match amical à Solna il inscrit un quadruplé, égalant puis dépassant le record de buts d'Henrik Larsson qui était à l'époque troisième meilleur buteur de l'histoire de la sélection Suédoise avec 37 réalisations. Son dernier but, réalisé à l'aide d'un incroyable retourné acrobatique à près de 40 mètres du but, fait le tour du monde. Parmi les plus spectaculaires de l'histoire, cette réalisation lui permet de remporter le Prix Puskás de la FIFA 2013. Au cours de cette rencontre, il devient également le premier joueur à marquer dans la Friends Arena. Il est aussi le joueur ayant marqué le plus de buts face à l'Angleterre en un match dépassant les 3 buts de Marco van Basten.
Deuxième de son groupe, la Suède doit passer par les barrages et battre le Portugal pour se qualifier pour le Mondial. Dans cette opposition marquée par le duel de stars entre Ibrahimović et Cristiano Ronaldo, c'est le Portugais qui sort vainqueur après avoir marqué au match aller (1-0) puis inscrit un triplé au retour malgré deux buts de son rival suédois (3-2) qualifiant à lui tout seul la formation lusitanienne. À l'issue du match, interrogé sur le fait qu'il n'ira pas disputer la Coupe du Monde au Brésil, Zlatan déclare : « Une Coupe du monde sans moi, c'est une chose que je ne vais pas suivre ».
Le 4 septembre 2014, il inscrit deux buts en amical contre l'Estonie et atteint alors 50 buts inscrits en sélection en 99 matchs. Il devient ainsi le meilleur buteur de l'histoire de sa sélection et dépasse Sven Rydell et ses 49 buts en 43 matchs. En inscrivant un but à la 24e minute de ce match, Ibrahimović égale la performance de Cristiano Ronaldo quelques mois plus tôt pour avoir marqué à chaque minute possible de la 1re à la 90e minute d'un match. Le 8 septembre, il obtient sa 100e sélection avec la Suède en match qualificatif pour l'Euro 2016 contre l'Autriche à Vienne.

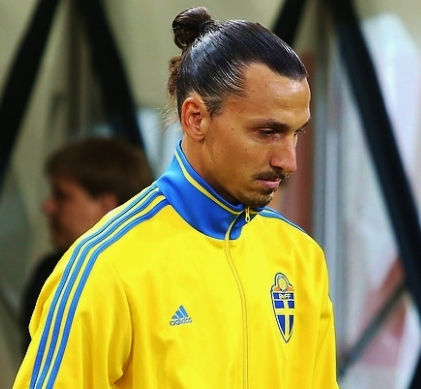
Zlatan Ibrahimović dispute son dernier tournoi international lors de l'Euro 2016.

Classé troisième de son groupe, la Suède doit une nouvelle fois passer par les barrages. Cette fois-ci au rendez-vous, Zlatan inscrit trois buts lors de la double opposition face aux rivaux Danois dont un doublé à Copenhague le 17 novembre 2015. Il contribue grandement à la qualification de son pays pour l'Euro 2016, deux ans après l'échec du Mondial face au Portugal et ne se prive pas de chambrer son adversaire. Au total, Zlatan Ibrahimović inscrit 11 buts durant la phase éliminatoire faisant de lui le second meilleur buteur derrière le Polonais Robert Lewandowski.
De nouveau placée dans un groupe très relevée, la Suède fait match nul contre l'Irlande (1-1) puis s'incline contre l'Italie (1-0) lors des deux premières rencontres du championnat d'Europe en France. La veille du troisième match contre la Belgique, son capitaine Zlatan Ibrahimović annonce qu'il prendra sa retraite internationale dès la fin du parcours de la sélection. Une nouvelle défaite (1-0) face au Diables Rouges le 22 juin 2016 scelle l'élimination des Scandinaves au premier tour comme en 2008 et 2012.

### Bref retour puis retraite définitive (2021-2023)

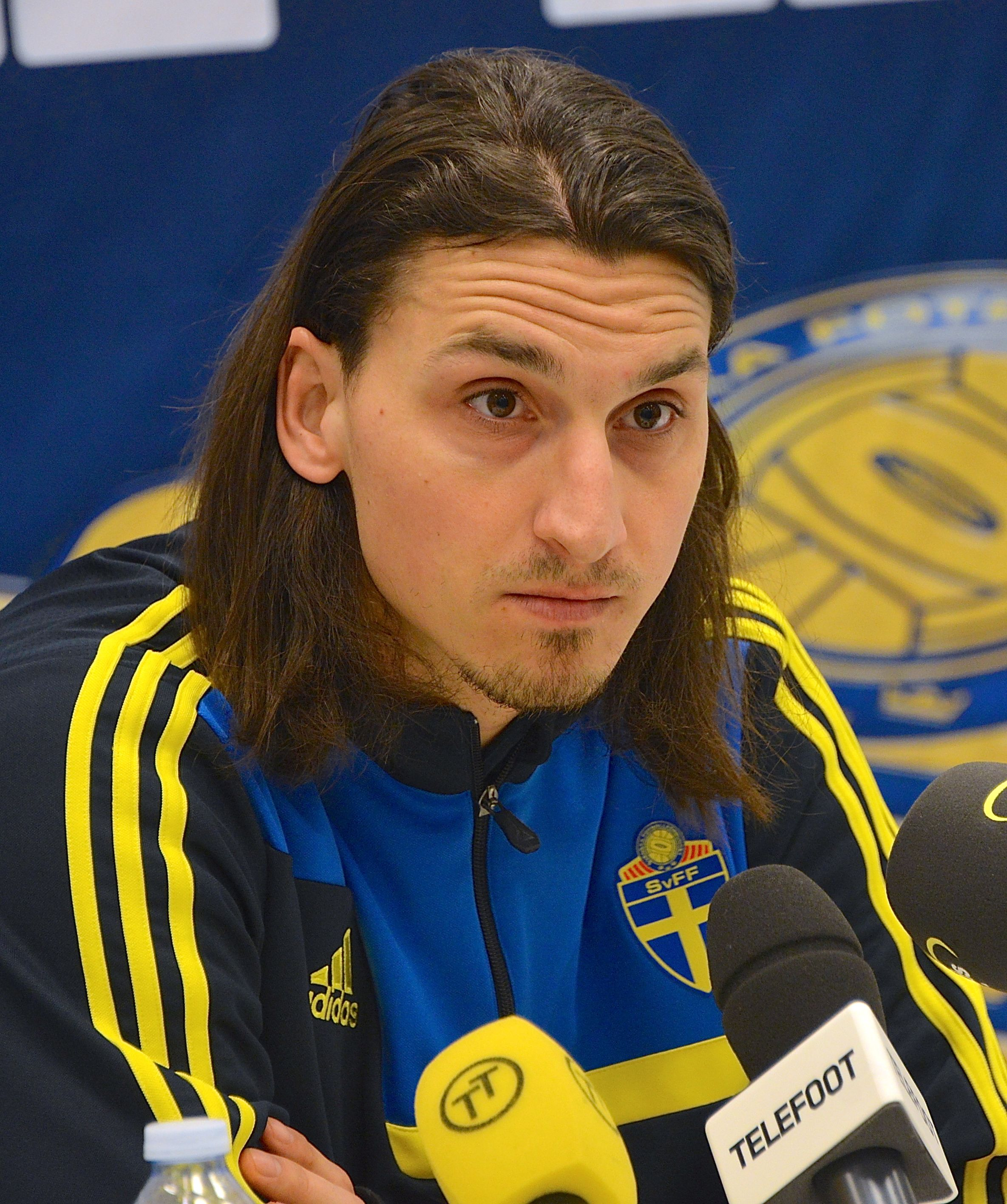
Cinq ans après son dernier match, l'attaquant est rappelé en sélection en 2021.

Cependant, presque cinq ans plus tard, le sélectionneur suédois Janne Andersson (critiqué quelques mois plus tôt par l'attaquant) rappelle Zlatan Ibrahimović pour les matchs à venir. Blessé au genou avec le Milan AC, l'attaquant déclare finalement forfait pour l'Euro 2021, alors qu'il était pressenti pour y participer. Il aurait honoré sa cinquième participation dans la compétition. Sans lui, la Suède est éliminée en huitièmes par l'Ukraine.
Rappelé à nouveau après l'Euro pour les matchs de qualifications pour la Coupe du monde 2022, Ibrahimović, qui revient de blessure, a perdu sa place de titulaire au profit de la jeune génération. Non qualifié pour le Mondial 2022 après une défaite en barrages contre la Pologne, il dispute son ultime sélection le 24 mars 2023 en entrant en jeu contre la Belgique (défaite 3-0). Quelques mois plus tard, à l'âge de 41 ans et à l'issue d'une saison perturbée par plusieurs blessures, il annonce son retrait des terrains de football. Entre 2001 et 2023, il aura accumulé 122 sélections pour 62 buts faisant de lui le meilleur buteur de la sélection et l'un de ses meilleurs joueurs malgré l'absence de titre.

## Profil de joueur
Avec une taille de 1,95 m pour 95 kg, Zlatan Ibrahimović est réputé pour être un joueur puissant, ce qui lui vaut d'avoir un style de jeu assez unique. Il est excellent technicien mais surtout très souple pour sa taille. Il révélera que cela est sûrement dû à sa pratique des arts martiaux. Selon le livre Sciences Sociales Football Club, le ratio de buts marqués par match de Zlatan Ibrahimović a continué à augmenter bien au-delà de ses vingt-cinq ans alors que les attaquants connaissent en moyenne leur pic de productivité vers cet âge. Il a un caractère provocateur, ce qui lui vaut de nombreux cartons. De plus, le Bosno-Suédois possède une puissante frappe de balle qui lui profite notamment dans l'exercice des coups francs. C'est à l'Inter Milan qu'il sera formé par un spécialiste en la matière, le Serbe Siniša Mihajlović, qui détient le record en Italie du plus grand nombre de coups francs marqués en une saison ainsi que sur toute sa carrière (totalisant 45 coups francs inscrits, devançant de fait Michel Platini).
Son pied fort est le pied droit. Si Zlatan Ibrahimović est notamment réputé pour son ego surdimensionné, il n'en est pas moins un grand fan de Ronaldo, l'attaquant brésilien qu'il juge être le meilleur joueur de ces quinze dernières années au point qu'il soit lui-même passé par plusieurs anciens clubs du Brésilien (Inter Milan, AC Milan et FC Barcelone),.

## Statistiques

### En club
| Saison                | Club                  | Championnat           | Championnat | Championnat | Championnat | Coupe(s) nationale(s) | Coupe(s) nationale(s) | Coupe(s) nationale(s) | Supercoupe | Supercoupe | Supercoupe | Compétition(s) continentale(s) | Compétition(s) continentale(s) | Compétition(s) continentale(s) | Compétition(s) continentale(s) | Supercoupe de l'UEFA | Supercoupe de l'UEFA | Supercoupe de l'UEFA | Coupe du monde des clubs | Coupe du monde des clubs | Coupe du monde des clubs | Total | Total | Total |
| Saison                | Club                  | Division              | M.          | B.          | P.d.        | M.                    | B.                    | P.d.                  | M.         | B.         | P.d.       | Comp.                          | M.                             | B.                             | P.d.                           | M.                   | B.                   | P.d.                 | M.                       | B.                       | P.d.                     | M.    | B.    | P.d.  |
| 1999                  | Malmö FF              | Allsvenskan           | 6           | 1           | 0           | -                     | -                     | -                     | -          | -          | -          | -                              | -                              | -                              | -                              | -                    | -                    | -                    | -                        | -                        | -                        | 6     | 1     | 0     |
| 2000                  | Malmö FF              | Superettan            | 26          | 12          | 2           | 3                     | 2                     | 0                     | -          | -          | -          | -                              | -                              | -                              | -                              | -                    | -                    | -                    | -                        | -                        | -                        | 29    | 14    | 2     |
| 2001                  | Malmö FF              | Allsvenskan           | 8           | 3           | 3           | 4                     | 0                     | 0                     | -          | -          | -          | -                              | -                              | -                              | -                              | -                    | -                    | -                    | -                        | -                        | -                        | 12    | 3     | 3     |
| Sous-total            | Sous-total            | Sous-total            | 40          | 16          | 5           | 7                     | 2                     | 0                     | -          | -          | -          | -                              | -                              | -                              | -                              | -                    | -                    | -                    | -                        | -                        | -                        | 47    | 18    | 5     |
| 2001-2002             | Ajax Amsterdam        | Eredivisie            | 24          | 6           | 3           | 3                     | 0                     | 1                     | -          | -          | -          | C1+C3                          | 2+4                            | 0+2                            | 0                              | -                    | -                    | -                    | -                        | -                        | -                        | 33    | 8     | 4     |
| 2002-2003             | Ajax Amsterdam        | Eredivisie            | 25          | 13          | 2           | 3                     | 3                     | 0                     | 1          | 0          | 0          | C1                             | 13                             | 5                              | 0                              | -                    | -                    | -                    | -                        | -                        | -                        | 42    | 21    | 2     |
| 2003-2004             | Ajax Amsterdam        | Eredivisie            | 22          | 13          | 7           | 1                     | 0                     | 0                     | -          | -          | -          | C1                             | 8                              | 2                              | 1                              | -                    | -                    | -                    | -                        | -                        | -                        | 31    | 15    | 8     |
| 2004-2005             | Ajax Amsterdam        | Eredivisie            | 3           | 3           | 1           | -                     | -                     | -                     | 1          | 0          | 0          | -                              | -                              | -                              | -                              | -                    | -                    | -                    | -                        | -                        | -                        | 4     | 3     | 1     |
| Sous-total            | Sous-total            | Sous-total            | 74          | 35          | 13          | 7                     | 4                     | 1                     | 2          | 0          | 0          | -                              | 27                             | 9                              | 1                              | -                    | -                    | -                    | -                        | -                        | -                        | 110   | 48    | 15    |
| 2004-2005             | Juventus FC           | Serie A               | 35          | 16          | 6           | -                     | -                     | -                     | -          | -          | -          | C1                             | 10                             | 0                              | 2                              | -                    | -                    | -                    | -                        | -                        | -                        | 45    | 16    | 8     |
| 2005-2006             | Juventus FC           | Serie A               | 35          | 7           | 8           | 2                     | 0                     | 1                     | 1          | 0          | 1          | C1                             | 9                              | 3                              | 2                              | -                    | -                    | -                    | -                        | -                        | -                        | 47    | 10    | 12    |
| Sous-total            | Sous-total            | Sous-total            | 70          | 23          | 14          | 2                     | 0                     | 1                     | 1          | 0          | 1          | -                              | 19                             | 3                              | 4                              | -                    | -                    | -                    | -                        | -                        | -                        | 92    | 26    | 20    |
| 2006-2007             | Inter Milan           | Serie A               | 27          | 15          | 3           | 1                     | 0                     | 0                     | 1          | 0          | 1          | C1                             | 7                              | 0                              | 1                              | -                    | -                    | -                    | -                        | -                        | -                        | 36    | 15    | 5     |
| 2007-2008             | Inter Milan           | Serie A               | 26          | 17          | 9           | -                     | -                     | -                     | 1          | 0          | 0          | C1                             | 7                              | 5                              | 0                              | -                    | -                    | -                    | -                        | -                        | -                        | 34    | 22    | 9     |
| 2008-2009             | Inter Milan           | Serie A               | 35          | 25          | 7           | 3                     | 3                     | 1                     | 1          | 0          | 0          | C1                             | 8                              | 1                              | 2                              | -                    | -                    | -                    | -                        | -                        | -                        | 47    | 29    | 10    |
| Sous-total            | Sous-total            | Sous-total            | 88          | 57          | 28          | 4                     | 3                     | 1                     | 3          | 0          | 1          | -                              | 22                             | 6                              | 3                              | -                    | -                    | -                    | -                        | -                        | -                        | 117   | 66    | 33    |
| 2009-2010             | FC Barcelone          | Liga                  | 29          | 16          | 7           | 2                     | 1                     | 0                     | 1          | 0          | 1          | C1                             | 10                             | 4                              | 2                              | 1                    | 0                    | 0                    | 2                        | 0                        | 1                        | 45    | 21    | 11    |
| 2010-2011             | FC Barcelone          | Liga                  | 0           | 0           | 0           | 0                     | 0                     | 0                     | 1          | 1          | 0          | C1                             | 0                              | 0                              | 0                              | -                    | -                    | -                    | -                        | -                        | -                        | 1     | 1     | 0     |
| Sous-total            | Sous-total            | Sous-total            | 29          | 16          | 7           | 2                     | 1                     | 0                     | 2          | 1          | 1          | -                              | 11                             | 4                              | 2                              | 1                    | 0                    | 0                    | 2                        | 0                        | 1                        | 47    | 22    | 11    |
| 2010-2011             | AC Milan              | Serie A               | 29          | 14          | 11          | 4                     | 3                     | 0                     | -          | -          | -          | C1                             | 8                              | 4                              | 0                              | -                    | -                    | -                    | -                        | -                        | -                        | 41    | 21    | 11    |
| 2011-2012             | AC Milan              | Serie A               | 32          | 28          | 6           | 3                     | 1                     | 0                     | 1          | 1          | 0          | C1                             | 8                              | 5                              | 4                              | -                    | -                    | -                    | -                        | -                        | -                        | 44    | 35    | 10    |
| Sous-total            | Sous-total            | Sous-total            | 61          | 42          | 17          | 7                     | 4                     | 0                     | 1          | 1          | 0          | -                              | 16                             | 9                              | 4                              | -                    | -                    | -                    | -                        | -                        | -                        | 85    | 56    | 21    |
| 2012-2013             | Paris Saint-Germain   | Ligue 1               | 34          | 30          | 8           | 3                     | 2                     | 0                     | -          | -          | -          | C1                             | 9                              | 3                              | 7                              | -                    | -                    | -                    | -                        | -                        | -                        | 46    | 35    | 15    |
| 2013-2014             | Paris Saint-Germain   | Ligue 1               | 33          | 26          | 11          | 4                     | 5                     | 1                     | 1          | 0          | 1          | C1                             | 8                              | 10                             | 0                              | -                    | -                    | -                    | -                        | -                        | -                        | 46    | 41    | 13    |
| 2014-2015             | Paris Saint-Germain   | Ligue 1               | 24          | 19          | 6           | 6                     | 7                     | 2                     | 1          | 2          | 0          | C1                             | 6                              | 2                              | 0                              | -                    | -                    | -                    | -                        | -                        | -                        | 37    | 30    | 8     |
| 2015-2016             | Paris Saint-Germain   | Ligue 1               | 31          | 38          | 13          | 9                     | 7                     | 2                     | 1          | 0          | 0          | C1                             | 10                             | 5                              | 3                              | -                    | -                    | -                    | -                        | -                        | -                        | 51    | 50    | 18    |
| Sous-total            | Sous-total            | Sous-total            | 122         | 113         | 38          | 22                    | 21                    | 5                     | 3          | 2          | 1          | -                              | 33                             | 20                             | 10                             | -                    | -                    | -                    | -                        | -                        | -                        | 180   | 156   | 54    |
| 2016-2017             | Manchester United     | Premier League        | 28          | 17          | 5           | 6                     | 5                     | 1                     | 1          | 1          | 0          | C3                             | 11                             | 5                              | 3                              | -                    | -                    | -                    | -                        | -                        | -                        | 46    | 28    | 9     |
| 2017-2018             | Manchester United     | Premier League        | 5           | 0           | 0           | 1                     | 1                     | 0                     | -          | -          | -          | C1                             | 1                              | 0                              | 0                              | -                    | -                    | -                    | -                        | -                        | -                        | 7     | 1     | 0     |
| Sous-total            | Sous-total            | Sous-total            | 33          | 17          | 5           | 7                     | 6                     | 1                     | 1          | 1          | 0          | -                              | 12                             | 5                              | 3                              | -                    | -                    | -                    | -                        | -                        | -                        | 53    | 29    | 9     |
| 2018                  | Galaxy de Los Angeles | MLS                   | 27          | 22          | 6           | -                     | -                     | -                     | -          | -          | -          | -                              | -                              | -                              | -                              | -                    | -                    | -                    | -                        | -                        | -                        | 27    | 22    | 6     |
| 2019                  | Galaxy de Los Angeles | MLS                   | 29+2        | 30+1        | 7+1         | -                     | -                     | -                     | -          | -          | -          | -                              | -                              | -                              | -                              | -                    | -                    | -                    | -                        | -                        | -                        | 31    | 31    | 8     |
| Sous-total            | Sous-total            | Sous-total            | 58          | 53          | 14          | -                     | -                     | -                     | -          | -          | -          | -                              | -                              | -                              | -                              | -                    | -                    | -                    | -                        | -                        | -                        | 58    | 53    | 14    |
| 2019-2020             | AC Milan              | Serie A               | 18          | 10          | 5           | 2                     | 1                     | 0                     | -          | -          | -          | -                              | -                              | -                              | -                              | -                    | -                    | -                    | -                        | -                        | -                        | 20    | 11    | 5     |
| 2020-2021             | AC Milan              | Serie A               | 19          | 15          | 2           | 2                     | 1                     | 0                     | -          | -          | -          | C3                             | 6                              | 1                              | 1                              | -                    | -                    | -                    | -                        | -                        | -                        | 27    | 17    | 3     |
| 2021-2022             | AC Milan              | Serie A               | 23          | 8           | 3           | 0                     | 0                     | 0                     | -          | -          | -          | C1                             | 4                              | 0                              | 0                              | -                    | -                    | -                    | -                        | -                        | -                        | 27    | 8     | 3     |
| 2022-2023             | AC Milan              | Serie A               | 4           | 1           | 0           | -                     | -                     | -                     | -          | -          | -          | C1                             | -                              | -                              | -                              | -                    | -                    | -                    | -                        | -                        | -                        | 4     | 1     | 0     |
| Sous-total            | Sous-total            | Sous-total            | 64          | 34          | 10          | 4                     | 2                     | 0                     | -          | -          | -          | -                              | 10                             | 1                              | 1                              | -                    | -                    | -                    | -                        | -                        | -                        | 78    | 37    | 11    |
| Total sur la carrière | Total sur la carrière | Total sur la carrière | 639         | 406         | 149         | 62                    | 43                    | 10                    | 13         | 5          | 4          | -                              | 149                            | 57                             | 29                             | 1                    | 0                    | 0                    | 2                        | 0                        | 1                        | 866   | 511   | 193   |

### En sélection nationale
| Saison                | Sélection             | Phases finales        | Phases finales | Phases finales | Phases finales | Éliminatoires | Éliminatoires | Éliminatoires | Matchs amicaux | Matchs amicaux | Matchs amicaux | Total | Total | Total |
| Saison                | Sélection             | Compétition           | M              | B              | Pd             | M             | B             | Pd            | M              | B              | Pd             | M     | B     | Pd    |
| --------------------- | --------------------- | --------------------- | -------------- | -------------- | -------------- | ------------- | ------------- | ------------- | -------------- | -------------- | -------------- | ----- | ----- | ----- |
| 2000-2001             | Suède                 | Coupe du monde 2002   | -              | -              | -              | -             | -             | -             | 3              | 0              | 0              | 3     | 0     | 0     |
| 2001-2002             | Suède                 | Coupe du monde 2002   | 2              | 0              | 0              | 1             | 1             | 0             | 6              | 0              | 0              | 9     | 1     | 0     |
| 2002-2003             | Suède                 | Euro 2004             | -              | -              | -              | 2             | 1             | 0             | 2              | 2              | 0              | 4     | 3     | 0     |
| 2003-2004             | Suède                 | Euro 2004             | 4              | 2              | 0              | 3             | 2             | 0             | 4              | 1              | 0              | 11    | 5     | 0     |
| 2004-2005             | Suède                 | Coupe du monde 2006   | -              | -              | -              | 5             | 5             | 0             | 1              | 1              | 1              | 6     | 6     | 1     |
| 2005-2006             | Suède                 | Coupe du monde 2006   | 3              | 0              | 0              | 3             | 3             | 0             | 2              | 0              | 0              | 8     | 3     | 0     |
| 2006-2007             | Suède                 | Euro 2008             | -              | -              | -              | 3             | 0             | 0             | -              | -              | -              | 3     | 0     | 0     |
| 2007-2008             | Suède                 | Euro 2008             | 3              | 2              | 0              | 4             | 0             | 1             | 2              | 0              | 0              | 9     | 2     | 1     |
| 2008-2009             | Suède                 | Coupe du monde 2010   | -              | -              | -              | 5             | 1             | 1             | -              | -              | -              | 5     | 1     | 1     |
| 2009-2010             | Suède                 | Coupe du monde 2010   | Non Qualifié   | Non Qualifié   | Non Qualifié   | 4             | 1             | 0             | -              | -              | -              | 4     | 1     | 0     |
| 2010-2011             | Suède                 | Euro 2012             | -              | -              | -              | 5             | 5             | 2             | 2              | 1              | 1              | 7     | 6     | 3     |
| 2011-2012             | Suède                 | Euro 2012             | 3              | 2              | 0              | 3             | 0             | 2             | 5              | 3              | 2              | 11    | 5     | 4     |
| 2012-2013             | Suède                 | Coupe du monde 2014   | -              | -              | -              | 6             | 4             | 3             | 4              | 4              | 1              | 10    | 8     | 4     |
| 2013-2014             | Suède                 | Coupe du monde 2014   | Non Qualifié   | Non Qualifié   | Non Qualifié   | 5             | 4             | 2             | 3              | 3              | 1              | 8     | 7     | 3     |
| 2014-2015             | Suède                 | Euro 2016             | -              | -              | -              | 4             | 5             | 1             | 3              | 3              | 1              | 7     | 8     | 2     |
| 2015-2016             | Suède                 | Euro 2016             | 3              | 0              | 1              | 6             | 6             | 0             | 2              | 0              | 1              | 11    | 6     | 2     |
| Total sur la carrière | Total sur la carrière | Total sur la carrière | 18             | 6              | 1              | 65            | 38            | 14            | 39             | 18             | 8              | 122   | 62    | 23    |

### Buts internationaux
| Buts internationaux de Zlatan Ibrahimović | Buts internationaux de Zlatan Ibrahimović | Buts internationaux de Zlatan Ibrahimović | Buts internationaux de Zlatan Ibrahimović | Buts internationaux de Zlatan Ibrahimović | Buts internationaux de Zlatan Ibrahimović | Buts internationaux de Zlatan Ibrahimović                   |
| 0                                         | Date                                      | Lieu                                      | Adversaire                                | Score                                     | Résultats                                 | Compétitions                                                |
| ----------------------------------------- | ----------------------------------------- | ----------------------------------------- | ----------------------------------------- | ----------------------------------------- | ----------------------------------------- | ----------------------------------------------------------- |
| 1                                         | 7 octobre 2001                            | Solna, Suède                              | Azerbaïdjan                               | 3-0                                       | 3-0                                       | Qualification pour la Coupe du monde 2002                   |
| 2                                         | 21 août 2002                              | Moscou, Russie                            | Russie                                    | 1-1                                       | 1-1                                       | Match amical                                                |
| 3                                         | 12 octobre 2002                           | Solna, Suède                              | Hongrie                                   | 1-1                                       | 1-1                                       | Qualification pour le Championnat d'Europe de football 2004 |
| 4                                         | 30 avril 2003                             | Solna, Suède                              | Croatie                                   | 1-1                                       | 1-2                                       | Match amical                                                |
| 5                                         | 6 septembre 2003                          | Ullevi, Suède                             | Saint-Marin                               | 3-0                                       | 5-0                                       | Qualification pour le Championnat d'Europe de football 2004 |
| 6                                         | 6 septembre 2003                          | Ullevi, Suède                             | Saint-Marin                               | 5-0                                       | 5-0                                       | Qualification pour le Championnat d'Europe de football 2004 |
| 7                                         | 31 mars 2004                              | Ullevi, Suède                             | Angleterre                                | 1-0                                       | 1-0                                       | Match amical                                                |
| 8                                         | 14 juin 2004                              | Lisbonne, Portugal                        | Bulgarie                                  | 4-0                                       | 5-0                                       | Championnat d'Europe de football 2004                       |
| 9                                         | 18 juin 2004                              | Porto, Portugal                           | Italie                                    | 1-1                                       | 1-1                                       | Championnat d'Europe de football 2004                       |
| 10                                        | 18 août 2004                              | Solna, Suède                              | Pays-Bas                                  | 2-2                                       | 2-2                                       | Match amical                                                |
| 11                                        | 4 septembre 2004                          | Ta'Qali, Malte                            | Malte                                     | 1-0                                       | 0-7                                       | Qualification pour la Coupe du monde 2006                   |
| 12                                        | 4 septembre 2004                          | Ta'Qali, Malte                            | Malte                                     | 2-0                                       | 0-7                                       | Qualification pour la Coupe du monde 2006                   |
| 13                                        | 4 septembre 2004                          | Ta'Qali, Malte                            | Malte                                     | 3-0                                       | 0-7                                       | Qualification pour la Coupe du monde 2006                   |
| 14                                        | 4 septembre 2004                          | Ta'Qali, Malte                            | Malte                                     | 5-0                                       | 0-7                                       | Qualification pour la Coupe du monde 2006                   |
| 15                                        | 30 mars 2005                              | Ullevi, Suède                             | Malte                                     | 4-0                                       | 6-0                                       | Qualification pour la Coupe du monde 2006                   |
| 16                                        | 3 septembre 2005                          | Solna, Suède                              | Bulgarie                                  | 3-0                                       | 3-0                                       | Qualification pour la Coupe du monde 2006                   |
| 17                                        | 7 septembre 2005                          | Budapest, Hongrie                         | Hongrie                                   | 1-0                                       | 0-1                                       | Qualification pour la Coupe du monde 2006                   |
| 18                                        | 12 octobre 2005                           | Solna, Suède                              | Islande                                   | 1-1                                       | 3-1                                       | Qualification pour la Coupe du monde 2006                   |
| 19                                        | 10 juin 2008                              | Salzbourg, Autriche                       | Grèce                                     | 1-0                                       | 2-0                                       | Euro 2008                                                   |
| 20                                        | 14 juin 2008                              | Innsbruck, Autriche                       | Espagne                                   | 1-1                                       | 1-2                                       | Euro 2008                                                   |
| 21                                        | 10 juin 2009                              | Göteborg, Suède                           | Malte                                     | 3-0                                       | 4-0                                       | Qualification pour la Coupe du monde 2010                   |
| 22                                        | 5 septembre 2009                          | Budapest, Hongrie                         | Hongrie                                   | 2-1                                       | 1-2                                       | Qualification pour la Coupe du monde 2010                   |
| 23                                        | 11 août 2010                              | Solna, Suède                              | Écosse                                    | 1-0                                       | 3-0                                       | Match amical                                                |
| 24                                        | 7 septembre 2010                          | Malmö, Suède                              | Saint-Marin                               | 1-0                                       | 6-0                                       | Qualification pour le Championnat d'Europe de football 2012 |
| 25                                        | 7 septembre 2010                          | Malmö, Suède                              | Saint-Marin                               | 5-0                                       | 6-0                                       | Qualification pour le Championnat d'Europe de football 2012 |
| 26                                        | 7 juin 2011                               | Solna, Suède                              | Finlande                                  | 2-0                                       | 5-0                                       | Qualification pour le Championnat d'Europe de football 2012 |
| 27                                        | 7 juin 2011                               | Solna, Suède                              | Finlande                                  | 3-0                                       | 5-0                                       | Qualification pour le Championnat d'Europe de football 2012 |
| 28                                        | 7 juin 2011                               | Solna, Suède                              | Finlande                                  | 4-0                                       | 5-0                                       | Qualification pour le Championnat d'Europe de football 2012 |
| 29                                        | 29 février 2012                           | Stade Maksimir, Croatie                   | Croatie                                   | 1-0                                       | 3-1                                       | Match amical                                                |
| 30                                        | 1er juin 2012                             | Göteborg, Suède                           | Islande                                   | 1-0                                       | 3-2                                       | Match amical                                                |
| 31                                        | 5 juin 2012                               | Solna, Suède                              | Serbie                                    | 2-1                                       | 2-1                                       | Match amical                                                |
| 32                                        | 11 juin 2012                              | Kiev, Ukraine                             | Ukraine                                   | 1-0                                       | 1-2                                       | Euro 2012                                                   |
| 33                                        | 19 juin 2012                              | Kiev, Ukraine                             | France                                    | 1-0                                       | 0-2                                       | Euro 2012                                                   |
| 34                                        | 12 octobre 2012                           | Tórshavn, Îles Féroé                      | Îles Féroé                                | 2-1                                       | 1-2                                       | Qualification pour la Coupe du monde 2014                   |
| 35                                        | 18 octobre 2012                           | Berlin, Allemagne                         | Allemagne                                 | 1-4                                       | 4-4                                       | Qualification pour la Coupe du monde 2014                   |
| 36                                        | 14 novembre 2012                          | Solna, Suède                              | Angleterre                                | 1-0                                       | 4-2                                       | Match amical                                                |
| 37                                        | 14 novembre 2012                          | Solna, Suède                              | Angleterre                                | 2-2                                       | 4-2                                       | Match amical                                                |
| 38                                        | 14 novembre 2012                          | Solna, Suède                              | Angleterre                                | 3-2                                       | 4-2                                       | Match amical                                                |
| 39                                        | 14 novembre 2012                          | Solna, Suède                              | Angleterre                                | 4-2                                       | 4-2                                       | Match amical                                                |
| 40                                        | 11 juin 2013                              | Malmö, Suède                              | Îles Féroé                                | 1-0                                       | 2-0                                       | Qualification pour la Coupe du monde 2014                   |
| 41                                        | 11 juin 2013                              | Malmö, Suède                              | Îles Féroé                                | 2-0                                       | 2-0                                       | Qualification pour la Coupe du monde 2014                   |
| 42                                        | 14 août 2013                              | Friends Arena, suède                      | Norvège                                   | 1-0                                       | 4-2                                       | Match amical                                                |
| 43                                        | 14 août 2013                              | Friends Arena, suède                      | Norvège                                   | 2-0                                       | 4-2                                       | Match amical                                                |
| 44                                        | 14 août 2013                              | Friends Arena, suède                      | Norvège                                   | 3-2                                       | 4-2                                       | Match amical                                                |
| 45                                        | 10 septembre 2013                         | Astana Arena, Kazakhstan                  | Kazakhstan                                | 1-0                                       | 1-0                                       | Qualification pour la Coupe du monde 2014                   |
| 46                                        | 11 octobre 2013                           | Friends Arena, Suède                      | Autriche                                  | 2-1                                       | 2-1                                       | Qualification pour la Coupe du monde 2014                   |
| 47                                        | 19 novembre 2013                          | Friends Arena, Suède                      | Portugal                                  | 1-1                                       | 2-3                                       | Barrages pour la Coupe du monde 2014                        |
| 48                                        | 19 novembre 2013                          | Friends Arena, Suède                      | Portugal                                  | 2-1                                       | 2-3                                       | Barrages pour la Coupe du monde 2014                        |
| 49                                        | 4 septembre 2014                          | Solna, Suède                              | Estonie                                   | 1-0                                       | 2-0                                       | Match amical                                                |
| 50                                        | 4 septembre 2014                          | Solna, Suède                              | Estonie                                   | 2-0                                       | 2-0                                       | Match amical                                                |
| 51                                        | 15 novembre 2014                          | Podgorica, Monténégro                     | Monténégro                                | 1-0                                       | 1-1                                       | Qualification pour l'Euro 2016                              |
| 52                                        | 27 mars 2015                              | Chișinău, Moldavie                        | Moldavie                                  | 1-0                                       | 2-0                                       | Qualification pour l'Euro 2016                              |
| 53                                        | 27 mars 2015                              | Chișinău, Moldavie                        | Moldavie                                  | 2-0                                       | 2-0                                       | Qualification pour l'Euro 2016                              |
| 54                                        | 31 mars 2015                              | Solna, Suède                              | Iran                                      | 1-0                                       | 3-1                                       | Match amical                                                |
| 55                                        | 14 juin 2015                              | Solna, Suède                              | Monténégro                                | 2-0                                       | 3-1                                       | Qualification pour l'Euro 2016                              |
| 56                                        | 14 juin 2015                              | Solna, Suède                              | Monténégro                                | 3-0                                       | 3-1                                       | Qualification pour l'Euro 2016                              |
| 57                                        | 8 septembre 2015                          | Solna, Suède                              | Autriche                                  | 1-4                                       | 1-4                                       | Qualification pour l'Euro 2016                              |
| 58                                        | 9 octobre 2015                            | Vaduz, Liechtenstein                      | Liechtenstein                             | 2-0                                       | 2-0                                       | Qualification pour l'Euro 2016                              |
| 59                                        | 12 octobre 2015                           | Solna, Suède                              | Moldavie                                  | 1-0                                       | 2-0                                       | Qualification pour l'Euro 2016                              |
| 60                                        | 14 novembre 2015                          | Solna, Suède                              | Danemark                                  | 2-0                                       | 2-1                                       | Qualification pour l'Euro 2016                              |
| 61                                        | 17 novembre 2015                          | Copenhague, Danemark                      | Danemark                                  | 1-0                                       | 2-2                                       | Qualification pour l'Euro 2016                              |
| 62                                        | 17 novembre 2015                          | Copenhague, Danemark                      | Danemark                                  | 2-0                                       | 2-2                                       | Qualification pour l'Euro 2016                              |

## Palmarès
| Ajax Amsterdam (4) | Juventus FC (2)                                                                    | Inter Milan (5) | FC Barcelone (5) | AC Milan (3) | Paris Saint-Germain (11) | Manchester United (2)                                                                               |
| --- | ---------------------------------------------------------------------------------- | --- | --- | --- | --- | --------------------------------------------------------------------------------------------------- |
| - Eredivisie (2) : - Champion en 2002, 2004 - Vice-champion en 2003 et 2005 - Coupe des Pays-Bas (1) : - Vainqueur en 2002 - Supercoupe des Pays-Bas (1) : - Vainqueur en 2002 Finaliste en 2004 | - Serie A (2) : - Champion en 2005, 2006 - Supercoupe d'Italie : Finaliste en 2005 | - Serie A (3) : - Champion en 2007, 2008, 2009 - Supercoupe d'Italie (2) : - Vainqueur en 2006, 2008 Finaliste en 2007 | - Liga (1) : - Champion en 2010 - Supercoupe d'Espagne (2) : - Vainqueur en 2009, 2010 - Supercoupe de l'UEFA (1) : - Vainqueur en 2009 - Coupe du monde des clubs de la FIFA (1) : - Vainqueur en 2009 | - Serie A (2) : - Champion en 2011 et 2022 - Vice-champion en 2012 et 2021 - Supercoupe d'Italie (1) : - Vainqueur en 2011 | - Ligue 1 (4) : - Champion en 2013, 2014, 2015, 2016 - Coupe de France (2) : - Vainqueur en 2015, 2016 - Coupe de la Ligue (2) : - Vainqueur en 2015, 2016 - Trophée des champions (3) : - Vainqueur en 2013, 2014, 2015 | - Community Shield (1) : - Vainqueur en 2016 - Coupe de la Ligue anglaise (1) : - Vainqueur en 2017 |

## Distinctions personnelles
| 2003 | 2004 | 2005 | 2007 | 2008 | 2009 | 2012 | 2013 | 2014 | 2015 | 2016 |
| ---- | ---- | ---- | ---- | ---- | ---- | ---- | ---- | ---- | ---- | ---- |
| 20e  | 14e  | 8e   | 7e   | 9e   | 7e   | 10e  | 4e   | 12e  | 11e  | 13e  |

- Vainqueur du Golden Foot : 2012
- Vainqueur du Globe Soccer Awards : 2022[135]
- Vainqueur du Prix Puskás de la FIFA : 2013
- Membre du FIFA FIFPro World11 : 2013
- Membre de l'équipe de l'année UEFA : 2007, 2009, 2013, 2014
- Membre de l'équipe ultime de l'UEFA : 2015
- Membre de l'équipe-type d'European Sports Media : 2007, 2008, 2013, 2014[136]
- Membre de l'équipe-type de la Ligue des champions : 2014
- Membre de l'équipe-type de la Ligue Europa : 2017
- Membre de l'équipe-type de l'Euro 2012
- Membre de l'équipe-type de L'Equipe Journalists’ Best XI : 2008[137]
- Meilleur passeur de la Ligue des champions : 2013
- Élu « Homme du match » contre l'Italie lors de l'Euro 2004[138]
- Élu « Homme du match » contre la Grèce lors de l'Euro 2008[139]
- Élu « Homme du match » contre la France lors de l'Euro 2012[140]
- Élu Plus beau but de l'Euro 2004 contre l'Italie[141]
- Élu Plus beau but de l'Euro 2012 contre la France[142]
- Élu But de l'année Eurosport : contre NAC Breda en 2004[143]
- Membre du Club van 100
- Prix du Joueur de football le plus aimé des supporters de Serie A : 2005[144]
- Élu Joueur du mois de Serie A : Septembre 2007, Décembre 2008, Janvier 2012, Octobre 2020[145],[146]
- Élu Meilleur joueur étranger de Serie A : 2005, 2008, 2009, 2011, 2012
- Élu Meilleur joueur de l'année de Serie A : 2008, 2009, 2011
- Meilleur buteur de Serie A : 2009, 2012
- Membre de l'équipe-type de Serie A : 2011, 2012
- Élu Plus beau but de l'année de Serie A : contre Bologne en 2008[147]
- Élu « Homme du match » contre l'Inter Milan lors de la Supercoupe d'Italie 2011[148]
- Élu Joueur de l'année de la Juventus : 2005[149]
- Membre du Hall of Fame de l'AC Milan[150]
- Vainqueur du Gazzetta Sports Awards : 2020
- Élu Meilleur athlète étranger par l'Association de la presse étrangère en Italie : 2021[151]
- Élu Homme de l'année par GQ : 2013[152]
- Vainqueur du SportAccord 'Play for Change' Award : 2015[153]
- Élu Joueur du mois de Ligue 1 : septembre 2012, janvier 2014 ,février 2014, mars 2014, novembre 2015
- Élu Meilleur joueur de Ligue 1 : 2013, 2014, 2016
- Élu Joueur étranger de l'année de Ligue 1 : 2012, 2013, 2014
- Vainqueur du Trophée Just Fontaine du Meilleur joueur de Ligue 1 : 2013
- Meilleur buteur de Ligue 1 : 2013, 2014, 2016
- Membre de l'équipe-type de Ligue 1 : 2013, 2014, 2015, 2016
- Trophée UNFP du plus beau but de Ligue 1 : contre Bastia en 2014
- Élu Étoile d'Or France Football : 2014, 2016
- Élu « Homme du match » contre Guingamp lors du Trophée des Champions 2014[154]
- Élu « Homme du match » contre Bastia lors de la Coupe de la Ligue 2015[155]
- Élu « Homme du match » contre Marseille lors de la Coupe de France 2016[156]
- Meilleur buteur de la Coupe de France : 2015, 2016[157],[158]
- Meilleur buteur de la Coupe de la Ligue : 2015[159]
- Élu Joueur du mois du Paris Saint-Germain : Août 2012, Septembre 2012, Novembre 2013, Janvier 2014, Février 2015, Novembre 2015, Décembre 2015, Janvier 2016, Février 2016[160],[161],[162],[163],[164],[165]
- Membre de l'équipe-type de l'histoire du Paris Saint-Germain[166]
- Membre du Hall of Fame du Paris Saint-Germain[167]
- Médaille de la Ville de Paris : 2016[168]
- Élu Joueur européen du mois Eurosport : Août 2016[169]
- Élu Joueur du mois du championnat d'Angleterre : Décembre 2016
- Élu Joueur du mois PFA du championnat d'Angleterre : Décembre 2016[170]
- Élu Joueur du mois de Manchester United : Décembre 2016, Février 2017[171]
- Meilleur buteur de la Coupe de la Ligue anglaise : 2017
- Vainqueur du Trophée Alan Hardaker : 2017[172]
- Membre du MLS All Star : 2018, 2019[173],[174]
- Membre de l'équipe-type de la MLS : 2018, 2019
- Trophée du nouveau venu de la MLS : 2018
- Trophée du plus beau but de la MLS : 2018
- Élu Plus beau but de l'histoire de MLS : contre Los Angeles FC en 2018[175]
- Élu Joueur de l'année de Los Angeles Galaxy : 2018, 2019[176],[177]
- Vainqueur du ESPY Award du meilleur joueur de la MLS : 2019[178]
- Vainqueur du Prix Pegasus : 2004[179]
- Membre de la IFFHS Dream Team de la Suède : 2022[180]
- Membre du Malmö Walk of Fame : 2012[181]
- Médaille de la Ville de Malmö : 2015[182]
- Vainqueur du Guldbollen : 2005, 2007, 2008, 2009, 2010, 2011, 2012, 2013, 2014, 2015, 2016, 2020
- Vainqueur du Stor Grabb: 2004[183]
- Vainqueur du Prix Jerring de Radiosporten : 2007[184]
- Vainqueur du Fotbollskanalens hederspris : 2008[185]
- Vainqueur du International Swede of the Year Award : 2013[186]
- Vainqueur du Eliason Merit Award : 2018[187]
- Élu Meilleur nouveau venu suédois de l'année : 2001[188]
- Élu Personnalité suédoise de l'année : 2002[189]
- Élu Meilleur attaquant suédois de l'année : 2005, 2007, 2008, 2009, 2010, 2011, 2012, 2013, 2014, 2015, 2016, 2017, 2018, 2019, 2020[190]
- Élu Meilleur athlète suédois de l'année : 2008, 2010, 2013, 2015[191]
- Élu Plus beau but suédois de l'année : contre la France en 2012, contre l'Angleterre en 2013[192],[193]

## Records
- Seul joueur à avoir marqué dans le De Klassieker aux Pays-Bas, Derby de Milan et Derby d'Italie en Italie, El Clásico et Derby barcelonais en Espagne, Le Classique en France, Derby de Manchester et Derby d'Angleterre en Angleterre, Derby de Los Angeles et Classique de Californie aux États-Unis[194],[195]
- Seul joueur à avoir joué en Ligue des champions avec sept équipes différentes : Ajax Amsterdam, Juventus, Inter Milan, FC Barcelone, AC Milan, Paris Saint-Germain et Manchester United[196]
- Seul joueur à avoir marqué en Ligue des champions avec six équipes différentes : Ajax Amsterdam, Juventus, Inter Milan, FC Barcelone, AC Milan et Paris Saint-Germain[197]
- Seul joueur à avoir marqué lors de ses débuts en Premier League, en Serie A, en Liga BBVA, en Ligue 1 et en Ligue des champions[198]
- Seul joueur à avoir gagné 11 championnats dans quatre ligues : Eredivisie, Serie A, Liga BBVA et Ligue 1[199]
- Seul joueur à avoir marqué 50 buts en Serie A à la fois avec l'Inter Milan et l'AC Milan[200]
- Seul joueur étranger à avoir remporté le titre de meilleur buteur de Serie A avec deux équipes, lors de la saison 2008-2009 avec l'Inter Milan et lors de la saison 2011-2012 avec l'AC Milan[201]
- L'un des deux joueurs, avec Cristiano Ronaldo, à avoir marqué 1 but à chaque minute d'un match de football au cours de sa carrière[202]
- L'un des trois joueurs, avec John Carew et Adrian Mutu, à avoir marqué dans les compétitions européennes avec sept équipes différentes[203]
- L'un des trois joueurs, avec Ronaldinho et Neymar, à avoir marqué dans le El Clásico en Espagne et Le Classique en France au XXIe siècle[204]
- L'un des trois joueurs en activité, avec Cristiano Ronaldo et Lionel Messi, à avoir atteint 550 buts en compétitions officielles
- Seul joueur du FC Barcelone à avoir marqué 5 buts lors de ses cinq premiers matchs de Liga BBVA, lors de la saison 2009-2010[205]
- Troisième meilleur buteur de l'histoire du Paris Saint-Germain : 156 buts[206]
- Seul joueur du Paris Saint-Germain à avoir été le meilleur buteur en trois saisons de Ligue 1, lors de la saison 2012-2013, la saison 2013-2014 et la saison 2015-2016[207]
- Record de buts sur une saison de Ligue 1, 38 buts marqués, lors de la saison 2015-2016 avec le Paris Saint-Germain[208]
- Record de buts sur une saison toutes compétitions confondues, 50 buts marqués, lors de la saison 2015-2016 avec le Paris Saint-Germain[209]
- Record de buts dans Le Classique, 11 buts marqués, contre l'Olympique de Marseille avec le Paris Saint-Germain[210]
- Record de buts sur un seul match, 4 buts marqués, contre RSC Anderlecht et contre ES Troyes AC avec Paris Saint-Germain[206]
- Triplé le plus rapide de l'histoire de la Ligue 1, marqué en neuf minutes contre l'ES Troyes AC, lors de la saison 2015-2016 avec le Paris Saint-Germain[211]
- Joueur à avoir inscrit le 25 000ème but de la Premier League, lors de la saison 2016-2017 avec Manchester United[212]
- Joueur le plus âgé à avoir marqué 15 buts sur une saison de Premier League, à 35 ans et 125 jours, lors de la saison 2016-2017 avec Manchester United[213]
- L'un des deux joueurs, avec Javier Hernández, à avoir marqué en Premier League, en FA Cup, en Coupe de la Ligue anglaise, en Community Shield et en compétitions européennes en une seule saison, lors de la saison 2016-2017 avec Manchester United[198]
- Record de buts sur une saison régulière, 30 buts marqués, avec le Los Angeles Galaxy[214]
- Meilleur buteur de l'histoire de la Suède : 62 buts[215]
- Meilleur buteur suédois du Championnat d'Europe : 6 buts[216]
- Seul joueur suédois à avoir marqué dans trois tournois consécutifs du Championnat d'Europe : 2004, 2008 et 2012[217]
- Record de Guldbollen remportés : 12[218]

## Vie privée
Ibrahimović se réfère fréquemment à lui-même à la troisième personne.
Ibrahimović est le père de deux enfants (Maximilian né le 22 septembre 2006 et Vincent né le 6 mars 2008, qu'il a eu avec sa conjointe Helena Seger, suédoise de onze ans son aînée rencontrée en 2002, (top model puis directrice du marketing dans plusieurs grandes entreprises suédoises). Il vit actuellement[Quand ?] à Milan, bien qu'il possède une résidence d'été dans sa ville natale, à Malmö.
Ibrahimović possède une ceinture noire de taekwondo qu'il a eue à l'âge de dix-sept ans, lorsqu'il pratiquait ce sport dans le club de taekwondo de Malmö Enighet.
Ibrahimović parle couramment suédois, le serbo-croate (bosnien-serbe-croate) sa langue maternelle, anglais, italien et un peu espagnol et français.
Le nom Zlatan est une marque déposée depuis mai 2003 par la Swedish Intellectual Property Office (en) car ce nom est « le plus souvent perçu comme désignant Zlatan Ibrahimović », ce qui signifie qu'Ibrahimović détient les droits exclusifs avec ce nom pour certains produits (vêtements, chaussures, etc.).
Il est sous contrat avec l'équipementier Nike et figure régulièrement dans ses spots publicitaires. Il joue avec des chaussures Nike de modèle Mercurial Vapor IX sur lesquelles il fait inscrire le nom et la date de naissance de ses fils. À la fin 2007, Ibrahimović, avec l'aide de Nike, a participé au projet de fondation d'un terrain de football dans son quartier d'enfance, Rosengård. En 2008, il finança les nouveaux équipements Nike du club local de son quartier, dans lequel il fit ses débuts, le FBK Balkan.
À la fin 2011, il publie son autobiographie avec l'éditeur italien Rizzoli intitulée Io, Zlatan (« Moi, Zlatan »). Dans ce livre coécrit avec le journaliste suédois David Lagercrantz, il présente principalement son adolescence passée dans un quartier défavorisé de Malmö, sa mentalité sur le terrain ainsi que les rapports avec ses différents entraîneurs — par exemple, la fameuse dispute avec Pep Guardiola, ou encore la bonne entente avec José Mourinho — et anciens coéquipiers. Début 2013, 700 000 exemplaires sont vendus,. Sa biographie nommée parmi sept livres en course pour le prix August, rate de peu l'obtention du prestigieux prix littéraire suédois.
Le 12 novembre 2013, Microsoft annonce officiellement que Zlatan Ibrahimović sera l'ambassadeur de la Xbox One en France.
Le 9 février 2015, Zlatan Ibrahimović est le premier Suédois à inaugurer son double de cire au musée Grévin.
Personnalité très emblématique, Zlatan Ibrahimović, au même titre que Chuck Norris et ses « Chuck Norris Facts », a inspiré plusieurs « Zlatan facts » qui lui attribuent des capacités extraordinaires.
Le 8 octobre 2019, une statue à son effigie est dévoilée à Malmö.
Le 27 novembre 2019, Zlatan Ibrahimović devient copropriétaire du club de Hammarby, en rachetant les parts d'AEG, ce qui entraîne la colère des supporters de Malmö.
Zlatan Ibrahimović salue en octobre 2021 Josh Cavallo après que celui-ci ait effectué son coming out,.
Le 18 juillet 2024 son fils ainé Maximilian signe son premier contrat professionnel avec le Milan Futuro l’équipe U23 de l’AC Milan.

## Filmographie
- 2022 : Les Monstres du foot (The Soccer Football Movie) réalisé par Mitch Schauer (en) : lui-même (voix)
- 2023 : Astérix et Obélix : L'Empire du Milieu réalisé par Guillaume Canet : Antivirus

## Publications

### Discographie
| Année | Album                                                             | Meilleure position |
| Année | Album                                                             | SWE                |
| ----- | ----------------------------------------------------------------- | ------------------ |
| 2014  | Du gamla, du fria (Zlatan featuring Day) (Produit par Max Martin) | 13                 |